# Zutphen (stad)

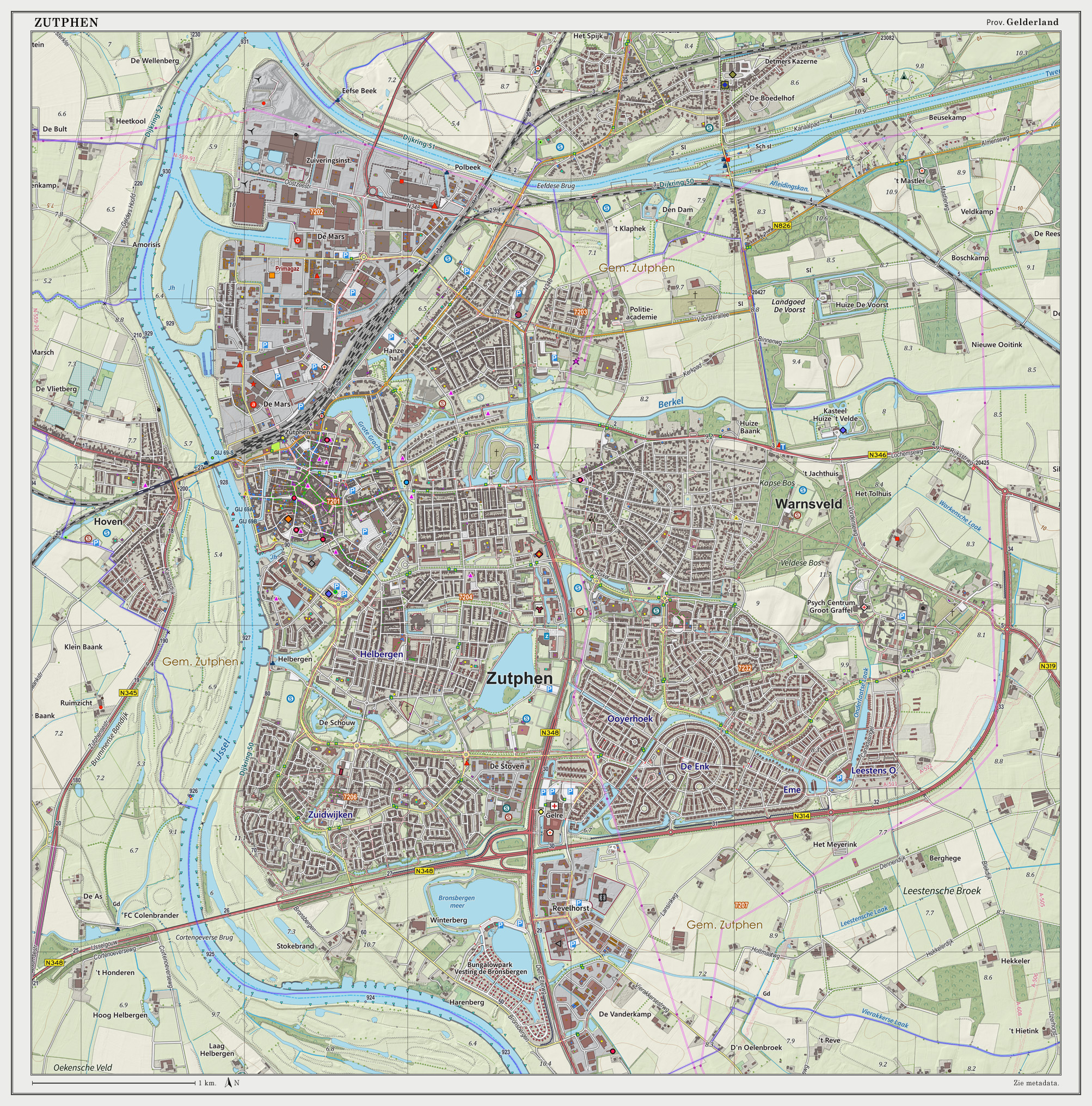
Topografische kaart van Zutphen, december 2014

Zutphen (uitspraakⓘ, Nedersaksisch: Zutfent) is een stad in de Nederlandse provincie Gelderland, gelegen aan de rechteroever van de rivier de IJssel. Het is de hoofdplaats van de gemeente Zutphen met 48.752 inwoners (22 november 2024) en de stad heeft 40.150 inwoners
De geschiedenis van Zutphen bestrijkt meer dan 1700 jaar. In die tijd is Zutphen uitgegroeid van een Germaanse nederzetting via een belangrijk machtscentrum rond 1000 en een succesvolle handelsstad rond 1300 tot een middelgrote stad anno nu. De stad kreeg stadsrechten aan het einde van de 12e eeuw en trad toe tot de Hanze. Het Wapen van Zutphen draagt nog altijd de symbolen van een Hanzestad.
In 2005 is de voormalige naastgelegen gemeente Warnsveld gefuseerd met Zutphen.

## Geschiedenis
Zutphen ontstond in de Romeinse tijd als Germaanse nederzetting op een rivierduinencomplex. De nederzetting van de Frankische stam der Chamaven was vermoedelijk al vanaf het begin versterkt: twee parallelle, 5 meter brede en twee meter diepe V-vormige grachten sneden een strategisch puntje van het rivierduin bij de monding van de Berkel in de IJssel af. De plaats is al meer dan 1700 jaar continu bewoond en is een van de oudste steden van Nederland. De naam Zutphen is ontstaan uit Zuid-venne, een rivierduinencomplex te midden van drassige weidegronden. De nederzetting bleef in de vroege middeleeuwen op het huidige 's-Gravenhof bestaan, dit in tegenstelling tot veel andere woonplaatsen in de Volksverhuizingentijd. Na de incorporatie van de IJsselstreek bij het Frankische rijk rond 800 werd Zutphen een bestuurlijk centrum van de graven van Hamaland.

### Ringwal
In de late 9e eeuw werd Zutphen verwoest bij Vikingaanvallen, waarna aan het einde van die eeuw een ronde ringwal werd opgericht met een 20 meter brede U-vormige gracht. De markten Groenmarkt, Houtmarkt en Zaadmarkt zijn nog een deel van die voormalige ringwal en gracht. In het midden van de 11e eeuw werd Zutphen enige tijd een vorstelijke residentie en werd er een palts gebouwd. Kort daarvoor was er een kerkkapittel gesticht. De oudste romaanse bouwfase van de kapittelkerk, de huidige Sint-Walburgiskerk werd in 1105 ingewijd. Sinds 1046 was de bisschop van Utrecht landsheer van het Zutphense graafschap. In de loop van de late 11e eeuw en de vroege 12e eeuw wisten de graven van Zutphen steeds meer macht naar zich toe te trekken. Onder de Gelderse graven werd de grafelijke stad, die sinds 1138 via huwelijk in Gelderse handen was gekomen, snel groter en economisch belangrijker.
Graaf Hendrik I van Gelre en Zutphen (1138-1181) liet een nieuwe nederzetting van handelaren en ambachtslui buiten de ringwalburg van een eigen omwalling voorzien. De wal bevatte twee tufstenen poorten en zeven of acht torens van dezelfde uit Duitsland aangevoerde steensoort. Dat gaf de stad de allure van de bisschoppelijke steden Deventer en Utrecht. In dit stadsgebied vestigde de graaf een eigen hof, dat in 1293 geschonken werd aan de dominicanen. 

### Hanzestad

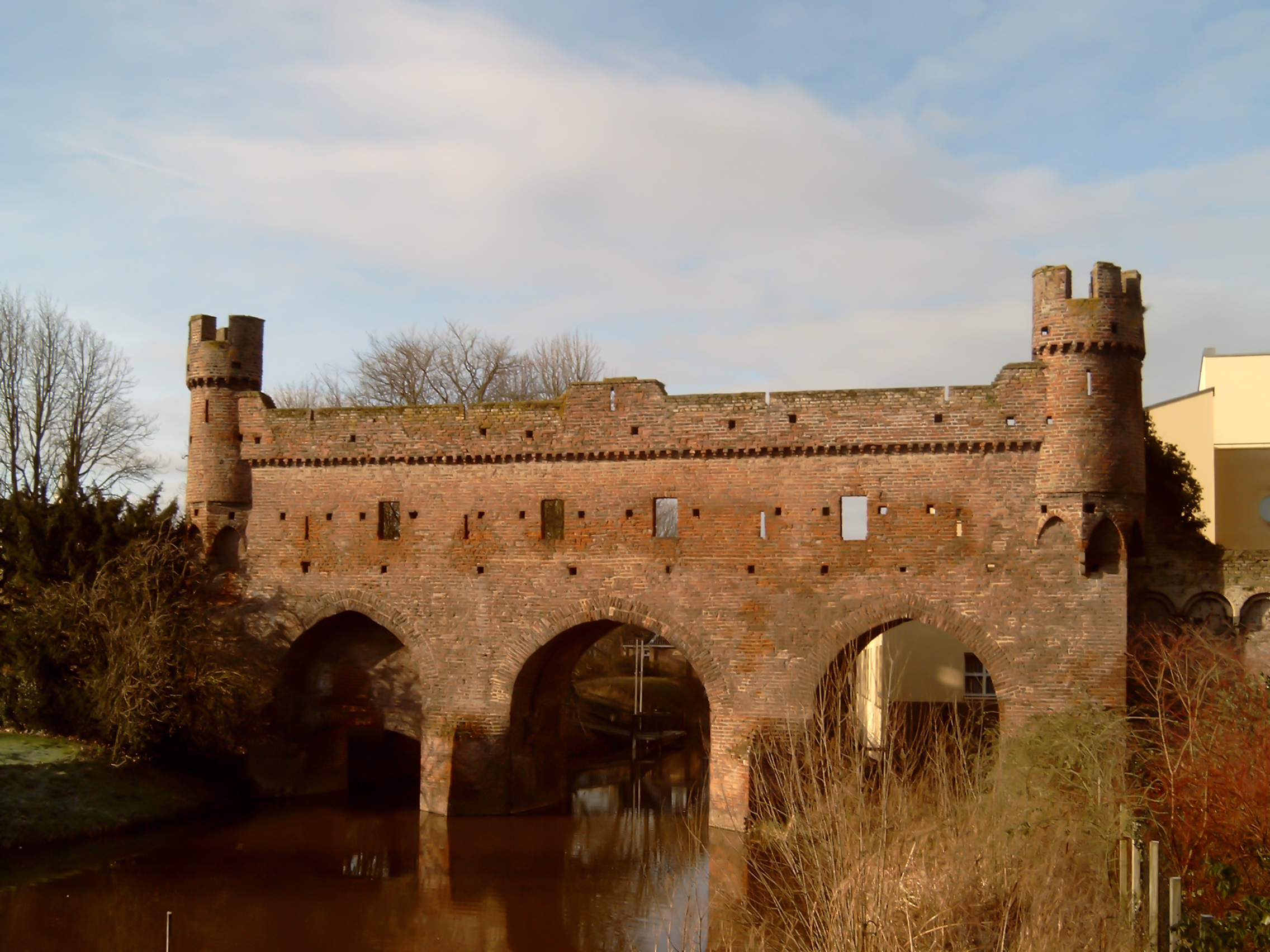
Berkelpoort

Deze locatie lag goed op de kaart bij de kooplieden, en Zutphen groeide snel en werd een van de Hanzesteden. Tussen 1191 en 1196 kreeg Zutphen stadsrechten toegewezen door graaf Otto van Gelre (1181-1207). Veel Gelderse steden (waaronder Arnhem, Doesburg, Doetinchem, Harderwijk, Lochem en Hattem) ontleenden hun later verleende stadsrechten aan die van Zutphen. De stad werd ommuurd in de 13e eeuw en uitgebreid met de in de 13e eeuw door de graaf gestichte Nieuwstad. In 1284 en 1336 vonden in Zutphen grote stadsbranden plaats. Dit had tot gevolg dat de rijke stad in snel tempo 'versteende'. Huizen werden met stedelijke subsidies in baksteen gebouwd. Vele tientallen huizen dateren nog van kelder tot kap uit de 14e eeuw. Zutphens gouden eeuw was de 14e eeuw. Zutphen werd de hoofdstad van de Graafschap Zutphen. De stad nam onder meer deel aan de Oostzeehandel, was vanaf de 13e eeuw lid van de Hanze en had handelsfactorijen aan de Sont in Skanör op het zuidwestelijke puntje van Schonen en Dragør op het eiland Amager. In de Rijnhandel was de stad zeer actief dankzij diverse tolvrijheden. Rond 1300 waren Zutphense kooplieden verantwoordelijk voor ongeveer een kwart van de waarde aan handelswaren die de Rijnmond van Lobith passeerde.

### Muntrecht

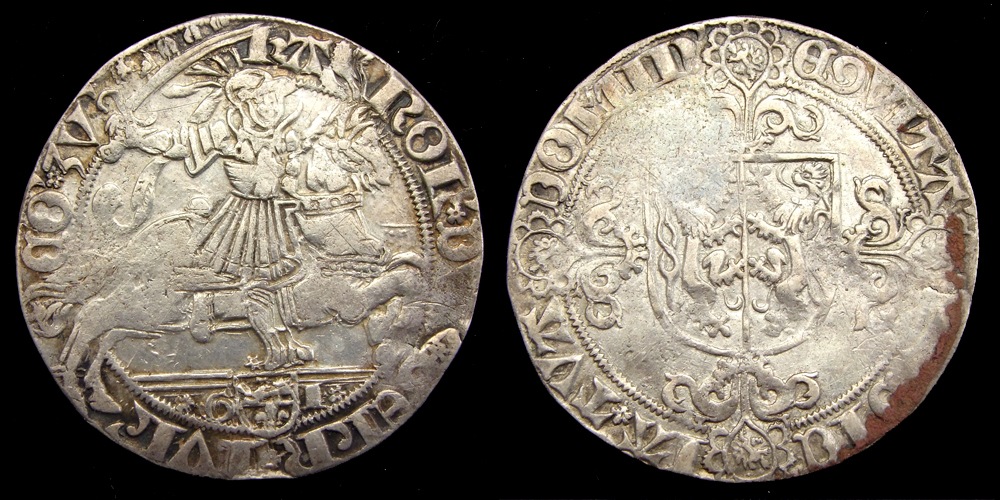
Nederland, Snaphaanschelling geslagen in Zutphen

Zutphen heeft gedurende enkele honderden jaren het stedelijke muntrecht gehad, maar actief gemunt is er slechts in vier muntperioden: 1478-1480, 1582-1583, 1604-1605 en 1687-1692. In eerdere perioden is ook door de Zutphense graven te Zutphen gemunt (Hendrik I (circa 1150-1181) en Otto I (1182-1207)), en later door de hertogen van Gelre (1499) en de provincie (1582-1583).

### Tachtigjarige Oorlog
De 16e eeuw bracht moeilijke tijden voor Zutphen door de opkomst van andere steden en de Tachtigjarige Oorlog met de Spanjaarden. Na de roerige Gelderse Oorlogen in de eerste decennia van de 16e eeuw werden de vestingwerken van Zutphen gemoderniseerd, maar dat mocht niet baten. Op 10 juni 1572 werd de stad ingenomen door graaf Willem IV van den Bergh, een zwager van Willem van Oranje. Van den Bergh verdreef de Spanjaarden, die echter op 17 november 1572 de stad onder Don Frederik, de zoon van de hertog van Alva, heroverden. Geschiedschrijving tot in de 21e eeuw maakte melding dat hierbij honderden inwoners geëxecuteerd werden, het 'Bloedbad van Zutphen'. Nader onderzoek heeft duidelijk gemaakt dat dit beeld onjuist is. Veel Waalse huursoldaten werden terechtgesteld en veel burgers vonden de dood tijdens de plunderingen. Al met al een bloedbad, maar geen geplande moordpartij zoals in Mechelen en Naarden.
Er volgden jaren van wisselende bezetting en belegeringen. Bij een vooral in Engeland bekende Slag om Zutphen sneuvelde in 1586 staatsman, dichter en vertrouweling van Elisabeth I: Sir Philip Sidney. Tussen 1582 en 1591 trok het grootste deel van de bevolking weg of werd vermoord. In 1591 werd de stad heroverd door Maurits van Nassau, tijdens het Beleg van Zutphen. Daarmee begon een lange periode van Zutphen als garnizoens- en vestingstad. In het Rampjaar 1672 werd Zutphen veroverd door het Franse leger. De Walburgiskerk werd opnieuw ingericht voor de katholieke eredienst, maar werd na het vertrek van de Fransen weer teruggegeven aan de protestanten.

### Vestingstad

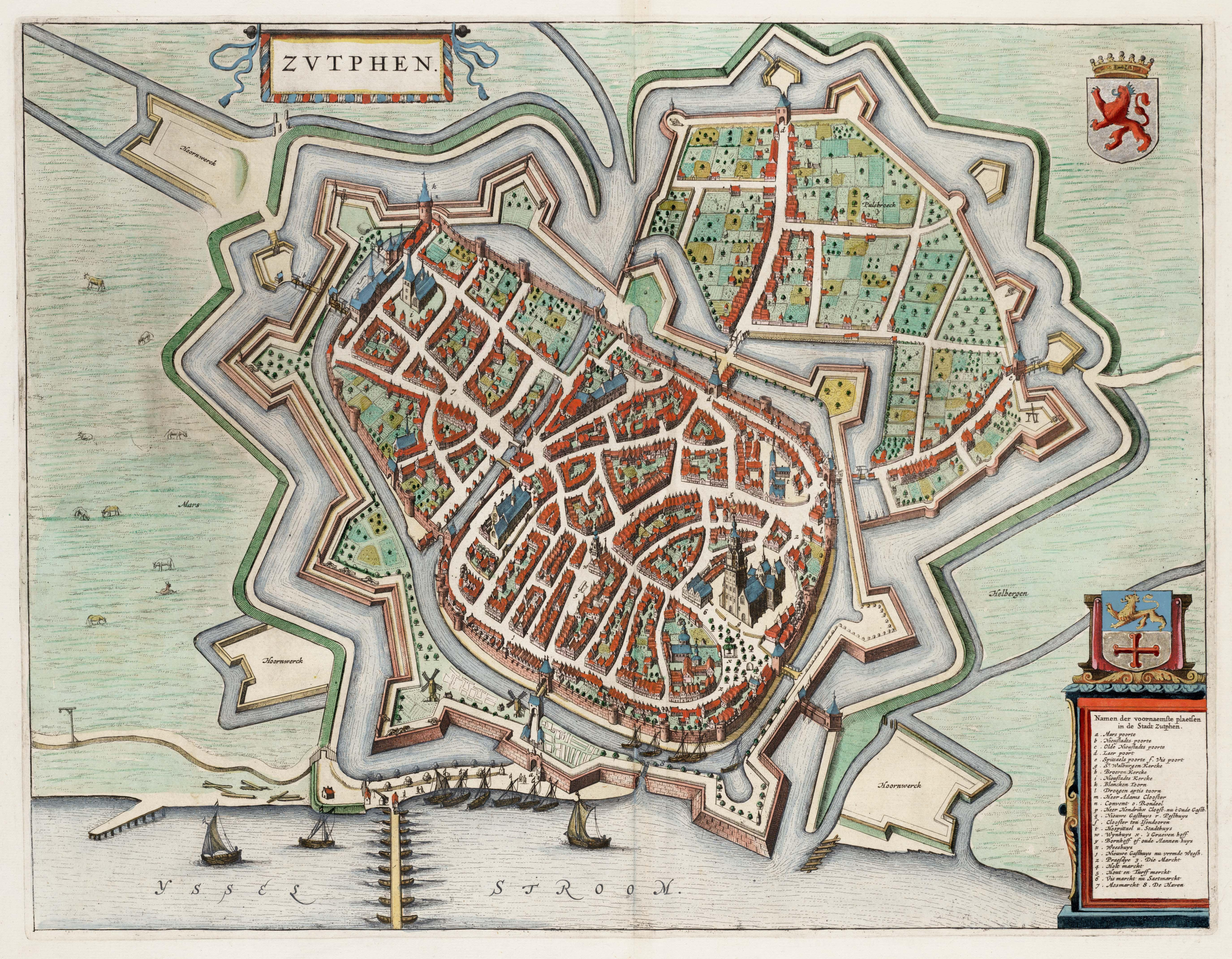
Kaart van Zutphen in 1649

Kort na 1700 werd de vesting Zutphen uitgebreid naar ontwerp van Menno van Coehoorn en aan het eind van de 18e eeuw uitgebreid met de linies van Het Wambuis en Hooff. Er kwam een nieuwe gordel van lunetten en hoornwerken die het vijandelijk geschut nog verder van de stad moest houden. Zutphen was honderden jaren lang ingeklemd in haar vestingwerken. De bevolking groeide gestaag van 7500 inwoners in 1795 naar meer dan 15.000 in 1860 op slechts 47 hectare grond binnen de muren. De ruimtegroei begon pas weer toen in 1874 de vesting Zutphen werd opgeheven, en de muren om de stad verwijderd konden worden. Enkele delen van de vestingwerken zijn nog zichtbaar, zoals het Bourgonjebolwerk aan de IJsselkade, ook bekend als 'de Bult van Ketjen'. De groei van Zutphen bleef door waterproblemen (Baaksche Overlaat) en beperkte industrialisatie achter bij de landelijke trend. Pas in de jaren dertig van de 20e eeuw werd het inwonertal van 20.000 gepasseerd.

### Tweede Wereldoorlog

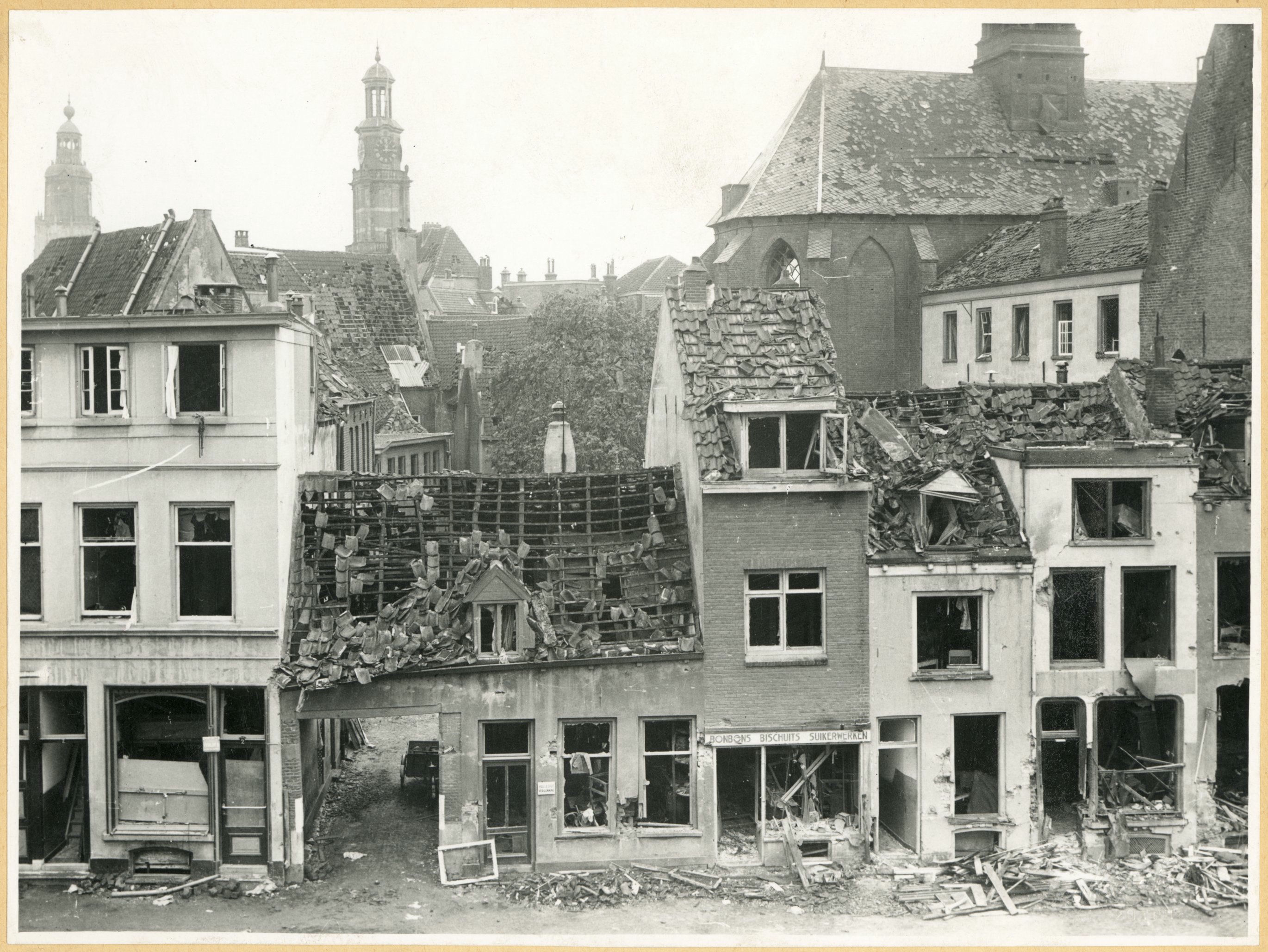
Oorlogsschade aan de Rozengracht, foto uit 1945

In de Tweede Wereldoorlog werd de stad zwaar getroffen door ten minste drie bombardementen en door twee weken strijd in 1945. Alleen al bij het bombardement van 14 oktober 1944 lieten meer dan 100 burgers het leven. Van de bijna 500 Joodse bewoners keerden er na de bevrijding ongeveer 60 terug. Na de oorlog stond alles in het teken van wederopbouw, restauratie en industrialisatie.

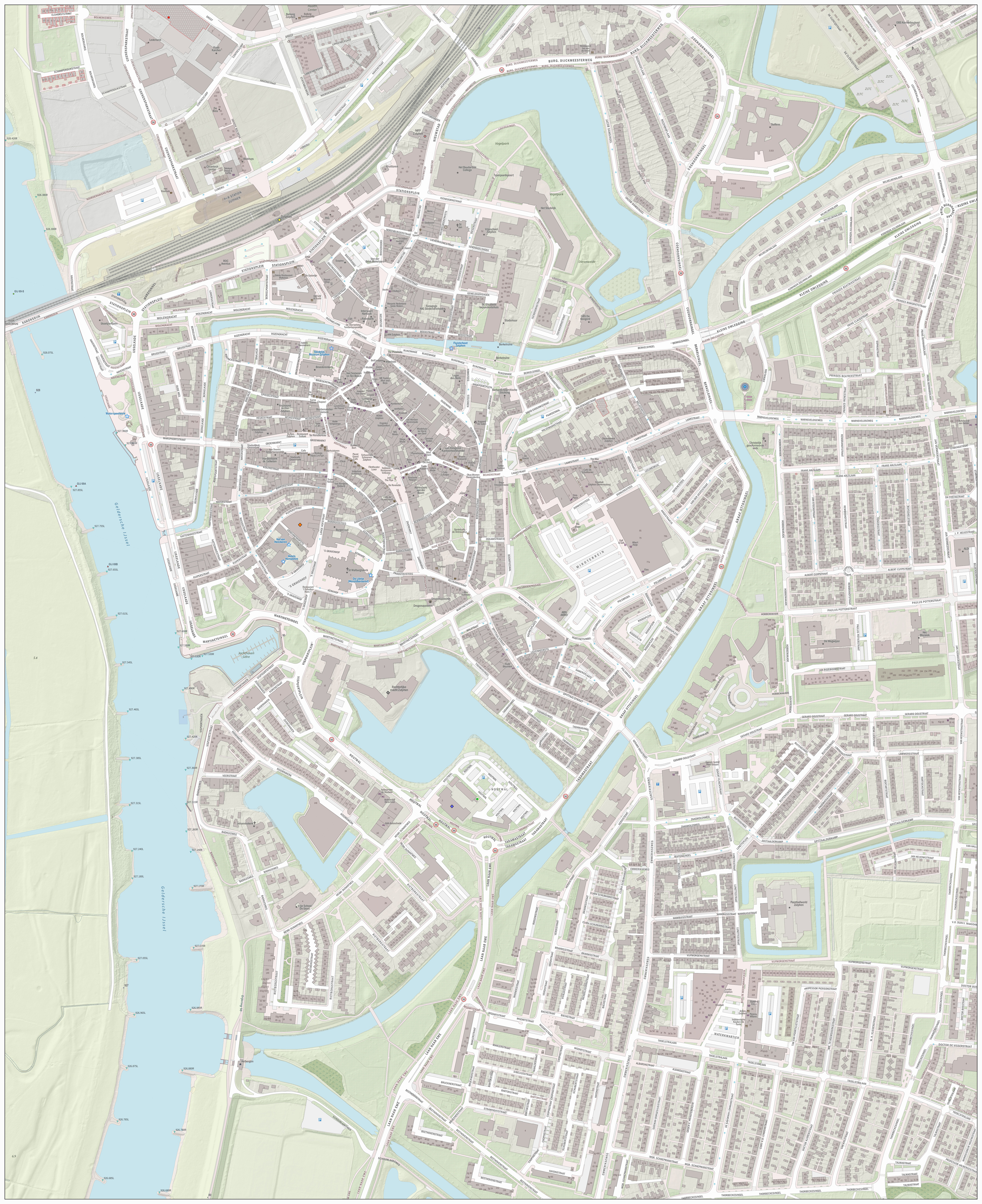
Kaart van het oude centrum van Zutphen.

Tegenwoordig zijn in het centrum van Zutphen nog vele sporen te vinden van de middeleeuwse bloeitijd van de stad, zoals van de ommuring: de Drogenapstoren uit 1444, de Bourgonjetoren uit 1457, de Kruittoren van begin 14e eeuw, de Spanjaardspoort (een voorpoort van de oude Nieuwstadspoort uit circa 1400) en diverse waltorens aan de Bornhovestraat en Armenhage (13e eeuw). Daarnaast zijn er ook nog grote stukken stadsmuur te vinden, waaronder een stuk bij de Drogenapstoren, en een stuk bij de Berkelpoort uit het begin van de 14e eeuw met resten van twee waltorens. De middeleeuwse binnenstad van Zutphen herbergt achter de veelal jongere gevels een groot aantal bakstenen huizen uit de late middeleeuwen. Vele tientallen dateren zelfs tot en met de kapconstructie van voor 1400. Er zijn drie middeleeuwse kerken (zie verder) en resten van diverse kloosters en hospitalen.
In 1927 werd het Wijnhuisfonds opgericht, dat sindsdien meer dan 80, vaak verwaarloosde panden heeft opgekocht en gerestaureerd. Gerestaureerde panden worden verhuurd; de opbrengst wordt gebruikt om andere gebouwen te restaureren. Per 1 januari 2013 fuseerde de NV Stadsherstel met het Wijnhuisfonds, waardoor er nu een organisatie is die zich met de restauratie van oude panden in Zutphen bezighoudt.

### Stadsuitbreiding na 1945
Tussen 1950 en 1970 is de wijk Waterkwartier gebouwd met meer dan 5.000 woningen. Dit is de grootste woonwijk van Zutphen. In de jaren 1970 is de wijk Zuidwijken gebouwd. Ze bestaat uit eengezinswoningen, afgewisseld door appartementen en maisonettewoningen. In de wijk is het overdekte winkelcentrum De Brink gelegen. In 1992 is de bouw begonnen van de wijk Leesten met in totaal circa 3500 woningen. Er wonen in 2024 ongeveer 9.000 mensen. In het oostelijke deel wordt nog gebouwd. In de wijk staat ook het ziekenhuis van Zutphen, een onderdeel van de Gelre ziekenhuizen te Apeldoorn.

## Geografie

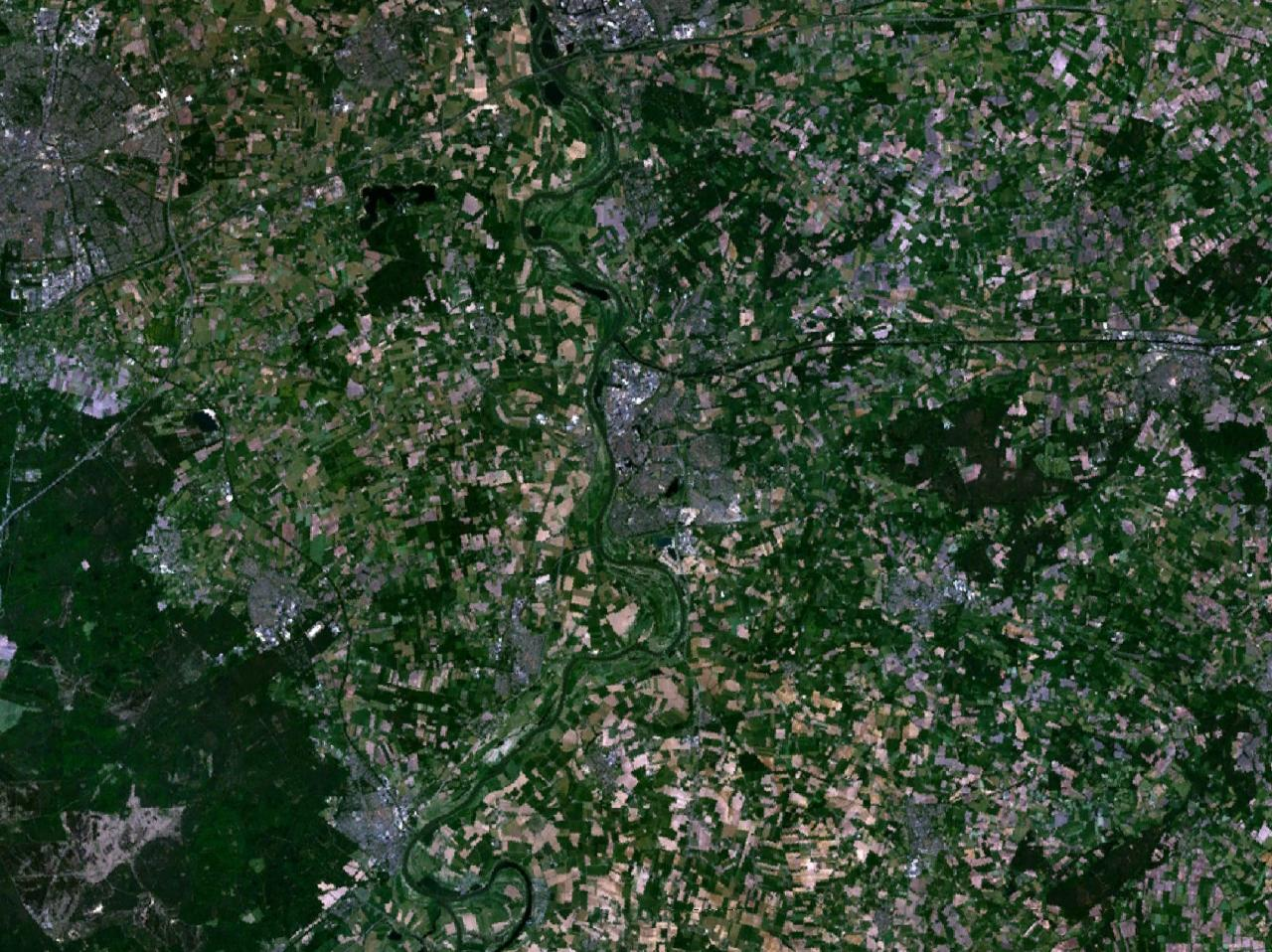
Satellietfoto Zutphen en omgeving

### Topografie
Zutphen ligt in het noordoosten van de provincie Gelderland. De stad is gelegen aan de rivier de IJssel (voornamelijk aan de oostelijke zijde) aan de monding van de Berkel. Doorgaans wordt Zutphen nog net als de ‘poort’ tot de streek de Achterhoek gerekend. Toch is Zutphen de historische hoofdstad van de Graafschap, dat immers naar het graafschap Zutphen verwijst. Als zodanig was de stad, samen met Nijmegen en Arnhem, tot 1795 een van de drie hoofdsteden van Gelderland. Gevoelsmatig is de oude relatie tussen hoofdstad en achterland verwaterd en heeft Doetinchem die rol overgenomen.
Nabijgelegen plaatsen zijn Apeldoorn, Arnhem, Deventer, Doesburg, Doetinchem, Lochem en Brummen.

## Cultuur

### Bijzondere bouwwerken en pleinen
Vanwege het grote aantal historische gebouwen met een toren wordt Zutphen ook wel de Torenstad genoemd. Omdat er in het centrum van Zutphen weinig tot geen moderne hoogbouw staat, zijn de historische torenspitsen van onderstaande gebouwen goed zichtbaar en vormen zo de skyline van Zutphen. De titel Torenstad wordt vaak gebruikt in reclame-uitingen om toeristen te trekken.

#### Religieuze architectuur
De Walburgiskerk werd gesticht en gebouwd als romaanse kapittelkerk omstreeks 1050, verbouwd in romanogotische Keulse stijl in 1200-1270, daarna vergroot in de 14e, 15e en vroege 16e eeuw tot een grote hallenkerk, een voorbeeld van rijke Nederrijnse gotiek. In de toren hangen zes klokken die nog altijd met de hand geluid worden, op zaterdagavond vanaf 18.00 uur en vóór de kerkdiensten. In de viering hangt het Angelusklokje, dat dagelijks te horen is.
Bij de kerk hoort sinds 1561 de Librije, een bibliotheek met 750 oude folianten die vastgeketend zijn op eeuwenoude lectrijnen, lessenaars, om diefstal te voorkomen. Behalve de Librije zijn er nog maar twee andere 'kettingbibliotheken' bewaard gebleven, in het Italiaanse Cesena en het Engelse Hereford. De Librije is gesticht als een 'openbare' bibliotheek voor welgestelde Zutphenaren, en bezit tegenwoordig een belangrijke collectie van voornamelijk 15e-17e-eeuwse boeken.
De Broederenkerk is een grote vroeg-14e-eeuwse kloosterkerk van de Dominicaner orde (predikheren). De Broederenkerk is sinds 1983 in gebruik als openbare bibliotheek. Op de kerk staat een dakruitertorentje uit 1771, waarin het poortersklokje hangt dat nog altijd luidt tussen 21.50 en 22.00 uur waarna (tot 1853) de poorten van de stad werden gesloten. Tevens luidt de klok dagelijks 1 minuut om 18.00 uur ter herinnering aan de gevallenen in de Tweede Wereldoorlog.
De Nieuwstadskerk huisvest nu de katholieke Sint-Johannes de Doper, in de middeleeuwen bekend als Onze-Lieve-Vrouwe op de Nieuwstad. Gesticht als parochiekerk omstreeks 1250 van de nieuwe stadsstichting. De oudste kern (middenschip) met onderste deel van de toren dateert uit de late 13e eeuw. Uitbreidingen hadden plaats tussen 1439 en 1442 (verhoging en naaldspits toren), 1455-1459 (koor) en 1480 en 1530 (verbouwing tot hallenkerk met noorder- en zuiderzijbeuk). Het is de enige kerk met vier originele middeleeuwse luidklokken.

#### Civiele architectuur

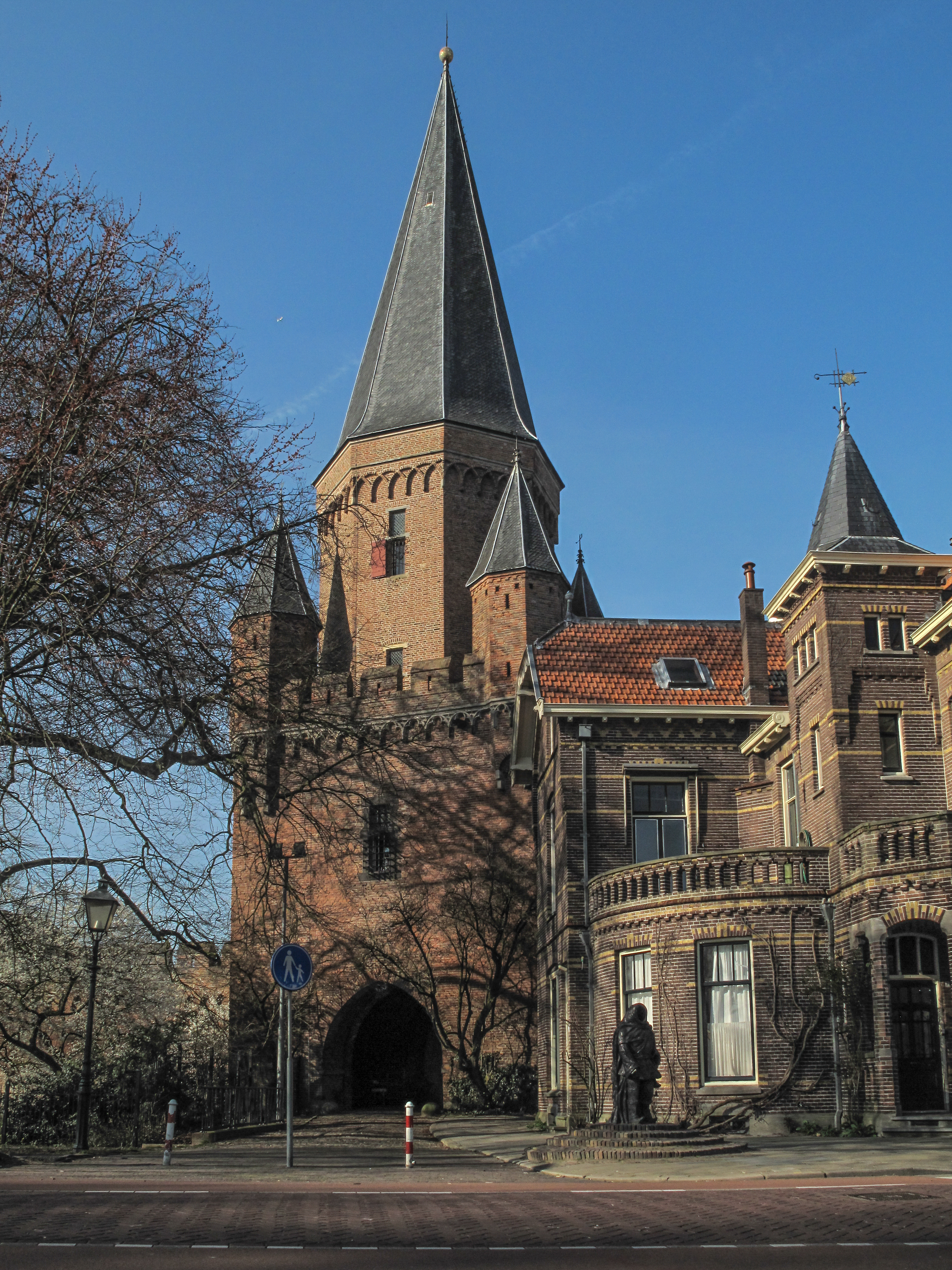
Drogenapstoren

De Drogenapstoren is gebouwd in 1444-1446 als stadspoort (Saltpoort = zoutpoort) en werd in 1465 weer dichtgemetseld; sindsdien staat hij bekend als toren in plaats van als poort. Stadsmuzikant Tonis Drogenap woonde er rond 1555 en gaf de toren zijn huidige naam. Van 1888 tot 1927 was de Drogenapstoren in gebruik als watertoren.
De Wijnhuistoren is de toren van het Wijnhuis (waag, herberg, stadswacht en wijnhuis), gefaseerd gebouwd tussen 1618 en 1642 door stadsbouwmeester Emond Hellenraet onder invloed van Hendrick de Keyser. In 1644 maakten de gebroeders Pieter en François Hemony, wier atelier toen in Zutphen was gevestigd, voor deze toren het eerste zuiver gestemde carillon ter wereld. De Stichting "Vrienden van het Carillon" organiseert in de zomermaanden een reeks van concerten
De Bourgonjetoren is een geschuttoren uit 1457 met muren van bijna vier meter dik, gebouwd tijdens de Gelders-Bourgondische oorlog. Dominee Johannes Florentius Martinet schreef omstreeks 1770 in het uit 1741 daterende theekoepeltje op de toren zijn wereldberoemde Katechismus der Natuur.
De Berkelpoort is onderdeel van de stadsmuur, aan de oostelijke kant van de middeleeuwse stad. Poort over de kleine rivier de Berkel. De waterpoort verbindt de oude stad en de Nieuwstad en is gebouwd rond 1320. Het werd in de middeleeuwen 'Bovenberg' genoemd. De westelijke tegenhanger werd in 1772 gesloopt.

#### Overige bezienswaardigheden
Aan de Groenmarkt, Houtmarkt en de Zaadmarkt staat een aantal statige panden. Hier woonden in de middeleeuwen maar ook in de 17e, 18e en 19e eeuw welgestelde burgers en kooplieden. Veel huizen hebben een middeleeuwse kern of zijn nog van kelder tot kap middeleeuws.
In de uiterwaarden van de IJssel staat de enige Amerikaanse windmotor van de provincie Gelderland. 

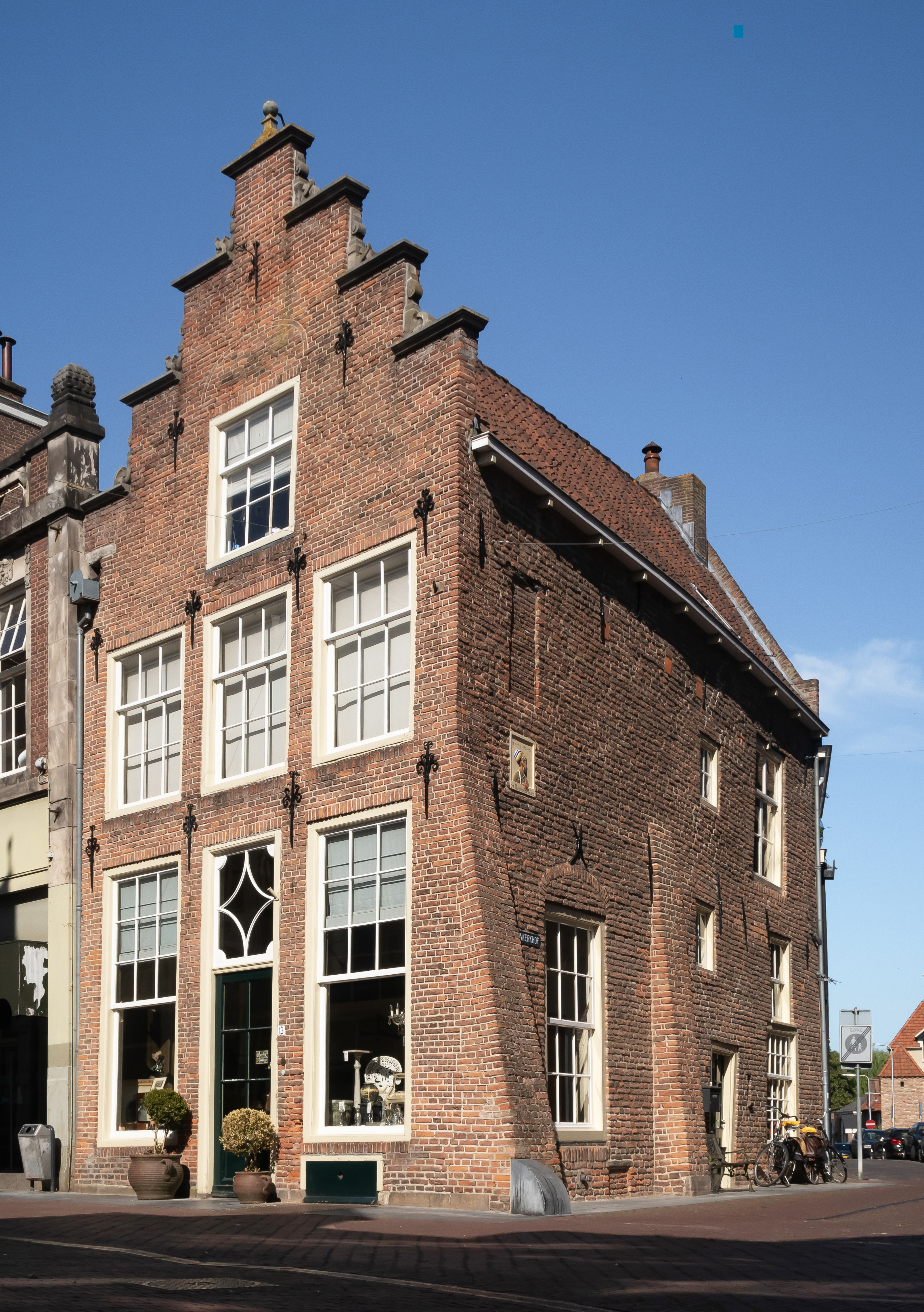
Hoekpand aan de Turfstraat

### Monumenten
De stad neemt met bijna 400 rijksmonumenten en ruim 500 gemeentelijke monumenten de eerste plaats in onder de Gelderse monumentensteden. In Nederland is Zutphen een van de belangrijkste historische stadskernen (beschermd stadsgezicht) met een bijzonder groot aantal middeleeuwse, vooral 14e-eeuwse, huizen.
Zie:
- Rijksbeschermd gezicht Zutphen - Coehoornsingel-Deventerweg
- Rijksbeschermd gezicht Zutphen
- Lijst van rijksmonumenten in Zutphen (plaats)
- Lijst van gemeentelijke monumenten in Zutphen (plaats)
- Lijst van oorlogsmonumenten in Zutphen

### Kunst in de openbare ruimte
In Zutphen zijn diverse beelden, sculpturen en objecten geplaatst in de openbare ruimte, zie:
- Lijst van beelden in Zutphen

### Musea
Zutphen heeft een aantal musea, waaronder:
- Musea Zutphen, met daarin het Stedelijk Museum Zutphen, een cultuurhistorisch museum dat de geschiedenis van de stad Zutphen en omgeving in beeld brengt en Museum Henriette Polak, een museum voor Nederlandse figuratieve kunst uit de 20e eeuw, vernoemd naar Henriette Polak-Schwarz. Deze twee musea zijn sinds 2017 samen gevestigd in het Rijksmonument Hof van Heeckeren, tegenover de Walburgiskerk
- Museum Boer Kip, een stadsboerderij geheel beschilderd door amateurschilder Herman Kip
- Museumhaven Zutphen, met 18 bedrijfsschepen van vóór 1850.[2]
- Erve Eme, een reconstructie van een boerderij uit de Vroege Middeleeuwen met levende geschiedenis

Het Grafisch Museum Zutphen, over het drukkerijwezen van rond 1900, is per 1 juni 2011 gesloten.

### Evenementen
Op Koningsdag worden in de binnenstad veel activiteiten georganiseerd door de Stichting Koningsdag Zutphen. In mei vindt ieder jaar de Meimarkt plaats. Op Hemelvaart is er in De Hoven het Heufs Volksfeest. Dit is een driedaagse kermis met muziek, spellen en attracties. Van 2009 tot 2014 werd op Hemelvaartsdag het muziekfestival WoodWall op de Houtwal georganiseerd.
Iedere zomer worden op vier opeenvolgende woensdagen de Zomerfeesten gehouden, met muziekpodia her en der in de binnenstad. Op de derde dag van de Zomerfeesten is er een amateurwielerwedstrijd op een parcours door het centrum. In augustus vindt jaarlijks een kunstmarkt plaats. Begin september komen dweilorkesten naar de Zutphense Dweildag, om op diverse locaties in het centrum te spelen. Op de laatste zondag van september vindt het Chocoladefestival plaats.
In oktober wordt jaarlijks de Nationale Bokbierdag georganiseerd. De markt van Zutphen is dan één groot café met allerlei soorten bokbier. De Hanze-stadsbrouwerij heeft eigen bokbier.

### Sport
Op 31 augustus 2009 is de tweede etappe van de Ronde van Spanje in Zutphen van start gegaan.
Een van de lokale sportverenigingen is tafeltennisclub TTV Torenstad, dat in 1984 landskampioen werd en meerdere nationale bekers won. De belangrijkste voetbalclub is FC Zutphen, actief in het Sportpark Het Meyerink. ZVV Be Quick is een voetbalvereniging die reeds in 1902 werd opgericht.

## Politiek
Op politiek vlak is Zutphen veelzijdig. De gemeenteraad telt leden van zowel linkse, als rechtse, als middenpartijen die zowel op lokaal als op nationaal niveau opereren. Voor de samenstelling van de gemeenteraad zie Zutphen (gemeente).

## Justitie

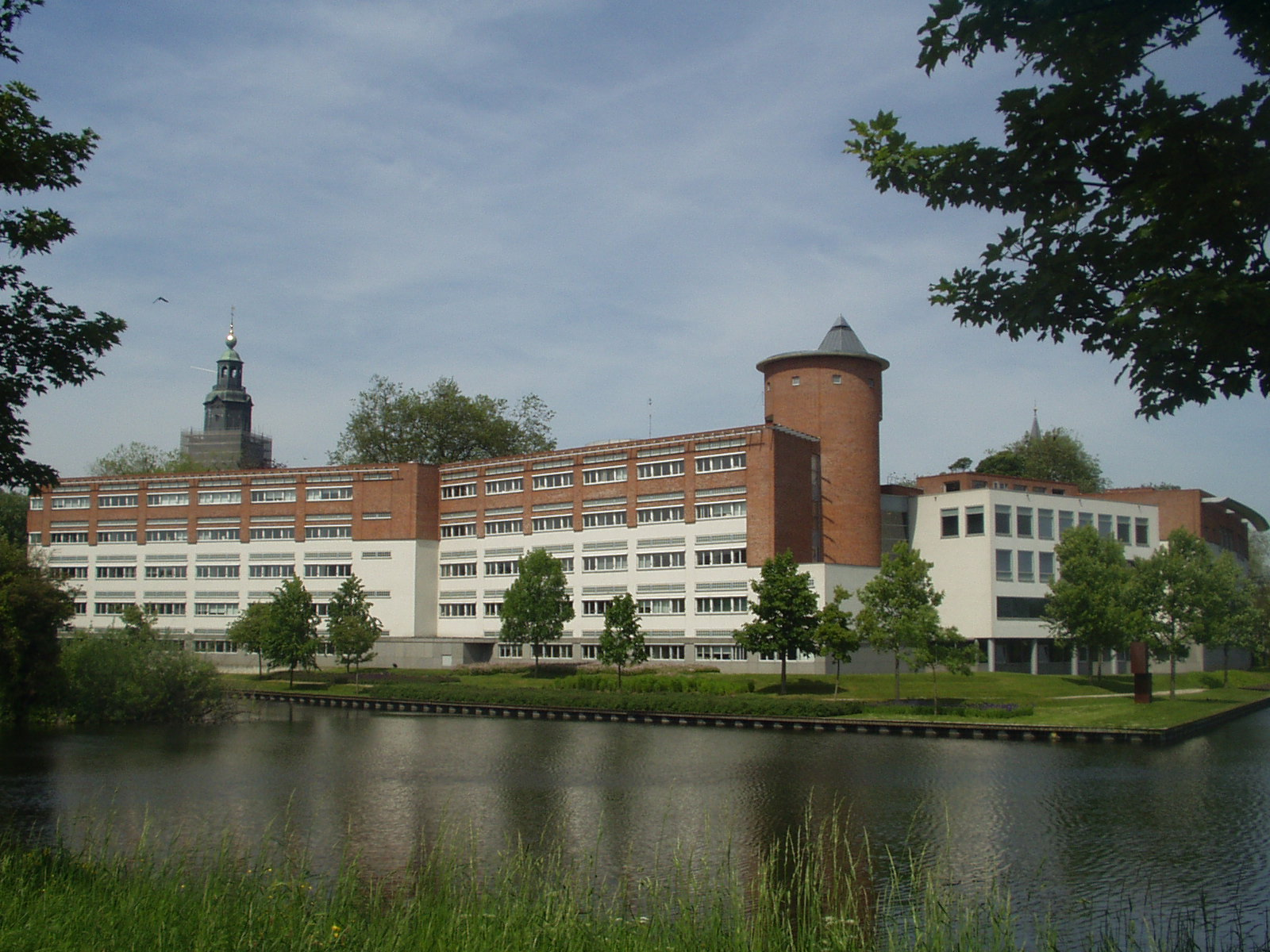
Rechtbank Zutphen: achterzijde

Zutphen was van oudsher een belangrijk juridisch centrum en werd daarom ook wel justitiestad genoemd. Die naam verdient het echter niet meer. In 2010 vertrok de School voor Recherche (afdeling van de Politieacademie) naar Apeldoorn, in 2011 verhuisde het parket van het Openbaar Ministerie naar Arnhem, in 2012 koos het opleidingsinstituut voor de rechterlijke macht (Studiecentrum Rechtspleging) Utrecht als domicilie en in 2013 werd de justitiële jeugdinrichting Kolkemate (JPC De Sprengen) gesloten. De stad herbergt nu nog de rechtbank, het politieconferentiecentrum in Huis 't Velde (in Warnsveld), en de Penitentiaire Inrichting Ooyerhoek (meerderjarige delinquenten), onderdeel van PI Achterhoek. In de voormalige jeugdinrichting Kolkemate is sinds februari 2014 de Piet Roordakliniek van verslavingszorginstelling Tactus gevestigd. In deze forensische kliniek worden verslaafde criminele veelplegers behandeld.

## Antroposofie
Sinds de komst van een antroposofische huisarts in 1953 is de stad Zutphen steeds meer een centrum van de antroposofische beweging in Oost-Nederland geworden. Circa 10 tot 15 procent van de inwoners is antroposoof of voelt zich tot de antroposofische beweging aangetrokken. Zutphen heeft zich ontwikkeld tot een Steinerstad met drie vrije scholen voor basisonderwijs en een voor voortgezet onderwijs met vwo, havo, en vmbo-t. Ook is er een beroepsopleiding op antroposofische basis. Verder zijn er antroposofische winkels, tehuizen, een groot aantal alternatieve genezers en een antroposofische uitvaartonderneming gevestigd. Zutphen heeft een antroposofische woonwijk met naar bekende antroposofen genoemde straten. Ook het stadhuis is door een antroposofische architect verbouwd. In 2003 kwam burgemeester Arnold Gerritsen met het idee de stad te voorzien van het label antroposofische stad, als een aanvulling op het oude Zutphen justitiestad.

## Vervoer

### Wegen
Zutphen ligt circa tien kilometer ten zuiden van de A1, onder Deventer. Het is een knooppunt van provinciale wegen: de N348 (Arnhem - Zutphen - Deventer - Raalte - Ommen), N345 (Apeldoorn), N346 (Hengelo), N314 (Doetinchem), N319 (Winterswijk) en N826 (Laren). Er liggen twee bruggen voor het wegverkeer over de IJssel. De Oude IJsselbrug vlak bij het centrum en de Cortenoeverse brug ten zuiden van de stad.

### Openbaar vervoer
Spoorverkeer

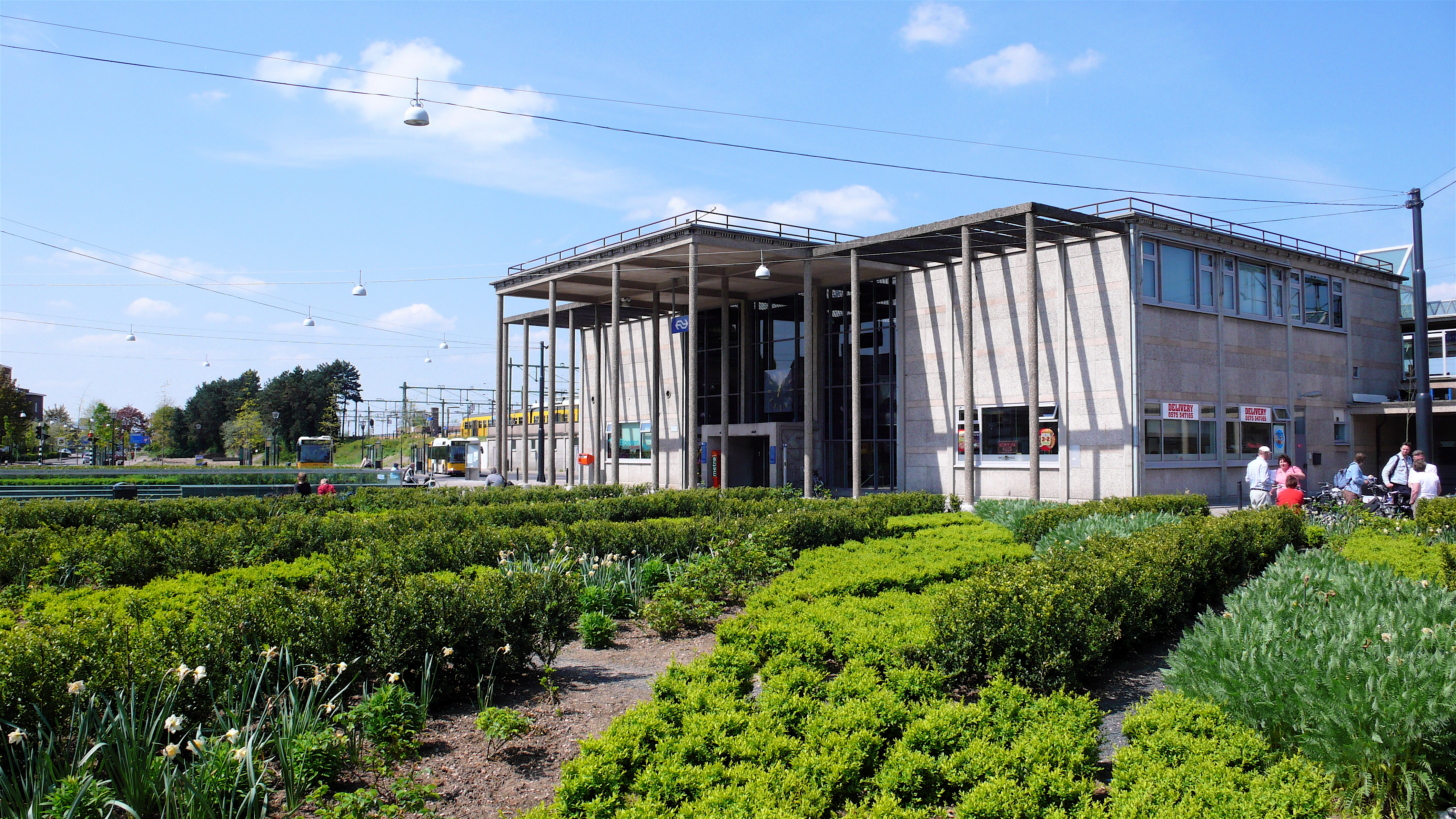
Station Zutphen

Bij station Zutphen komen vier spoorlijnen bij elkaar en kan in vijf verschillende richtingen gereisd worden. Aan de westzijde is de IJsselspoorbrug met daarachter een tak naar station Dieren en een tak naar station Apeldoorn. Aan de oostzijde zijn de takken naar station Deventer, station Hengelo en station Winterswijk.
Er vertrekken twaalf treinen per uur en het is daarmee een belangrijk regionaal spoorwegknooppunt. Er zijn twee treinen per uur naar Winterswijk, Hengelo - Oldenzaal, Deventer - Zwolle, Apeldoorn, en vier treinen per uur naar Arnhem - Nijmegen. Van station Zutphen maken twee verschillende treinvervoerders gebruik: NS en Arriva (richting Hengelo en Oldenzaal onder de naam Blauwnet).
Buslijnen
- Lijn 58: naar Borculo (via Warnsveld - Almen - Lochem - Barchem)
- Lijn 81: naar Deventer (via Eefde - Gorssel - Epse)
- Lijn 82: naar Doetinchem (via Warnsveld - Ziekenhuis - Baak - Steenderen - Toldijk - Hummelo - Laag-Keppel - Langerak)
- Lijn 83: naar Warnsveld Overkamp (via Winkelcentrum Dreiumme)
- Lijn 84: naar Zutphen Zuidwijken
- Lijn 193: naar Medler (via Warnsveld - Ziekenhuis - Vierakker - Wichmond - Vorden - Kranenburg)
- Lijn 450: naar Zutphen (via Eefde - Harfsen - Laren - Almen - Warnsveld) (ringlijn)
- Lijn 480: naar Warnsveld (alleen na 23:00 uur)
- Lijn 504: naar Eerbeek (via Oeken - Tonden - Hall)
- Lijn 515: naar Leuvenheim (via Brummen)
- Lijn 604: van Eerbeek naar Zutphen (via Hall - Voorstonden) (schoolbus)
- Lijn 651: naar Doetinchem (via Warnsveld - Vorden - Hengelo - Velswijk) (schoolbus)
- Lijn 824: naar Oldenzaal (via Lochem - Goor - Delden - Hengelo) (alleen bij uitval van de treindienst naar Oldenzaal)
- Lijn 850: naar Zutphen (via Eefde - Harfsen - Laren - Almen - Warnsveld) (ringlijn, belbus/nachtvlinder, alleen na 19:00 uur)

Al het busvervoer wordt door Arriva geregeld, met uitzondering van buurtbussen 504 en 515 en schoolbus 604 (EBS).

### Scheepvaart
Zutphen ligt aan de rivier de IJssel en heeft als oude Hanzestad aan de IJssel verschillende havens voor de scheepvaart. Er is ruimte voor de grote binnenscheepvaart en er zijn recreatieve havens, waar passanten kunnen aanleggen. Alle havens zijn gelegen aan de rechteroever van de IJssel, stroomopwaarts achtereenvolgens:
- Industriehaven: Anno 2020 ontbreken de financiën voor een opknapbeurt voor de Industriehaven, bedoeld voor de beroepsvaart, goederenvervoer en opslag maar nauwelijks meer gebruikt.
- Marshaven: Deze haven is in gebruik als jachthaven en wordt beheerd door watersportvereniging De Mars. Ook roei- en zeilvereniging Isala heeft een steiger met clubhuis in de Marshaven. Vanuit het nabij gelegen clubhuis vertrekt ook kanoclub Anax via deze haven. De Marshaven heeft ook een strandgedeelte.
- Houthaven: De ook wel Museumhaven genoemde Houthaven biedt ligplaats aan historische schepen.
- Noorderhaven: Ten noorden van het station – op het 'Reesink'terrein op het voormalige industriegebied de 'Mars' – is in 2016 de Noorderhaven gereed gekomen in de gelijknamige nieuwe woonwijk. De Noorderhaven bestond vroeger ook al, maar is gedempt in de jaren 70.
- IJsselkade: Langs de gehele IJsselkade zijn gemeentelijke ligplaatsen voor de passagiersvaart of binnenscheepvaart.
- Vispoorthaven: De Vispoorthaven is de oude karakteristieke haven, grenzend aan de oude binnenstad. De Vispoorthaven is in gebruik als jachthaven en wordt beheerd door watersportvereniging Gelre.

Ten noorden van Zutphen begint het Twentekanaal.

## Vernoemingen
- In de 17e eeuw werd een eilandengroep bij Lampong op Sumatra genoemd naar Zutphen: de Zutphen Eilanden, later Pulau-pulau Sumur geheten.[7]
- De 'Sutphin Boulevard' in Queens, New York is genoemd naar John Sutphin, een vroeg 19e-eeuwse grondbezitter, ondernemer en politicus met Zuphense wortels.[8]
- In Michigan, Kansas en North Carolina zijn kleine dorpen vernoemd naar Zutphen.
- Een krater op Mars is genoemd naar Zutphen.[9]

## Voormalige stedenbanden
De gemeente Zutphen had tot 2018 vier stedenbanden met steden in het buitenland.
- Villa Sandino (Nicaragua)
- Shrewsbury (Engeland)
- Satu Mare (Roemenië)
- Horstmar (Duitsland) Voorheen partnergemeente van de toenmalige gemeente Warnsveld. Na de gemeentelijke herindeling van 2005 nam Zutphen de band met Horstmar over.

Sommige relaties, zoals die met Villa Sandino en Satu Mare, bestonden in het verleden deels uit ontwikkelingshulp. Daarnaast waren er lange tijd veel uitwisseling en onderlinge contacten tussen gemeentebestuurders, verenigingen en andere clubs.

## Fotogalerij

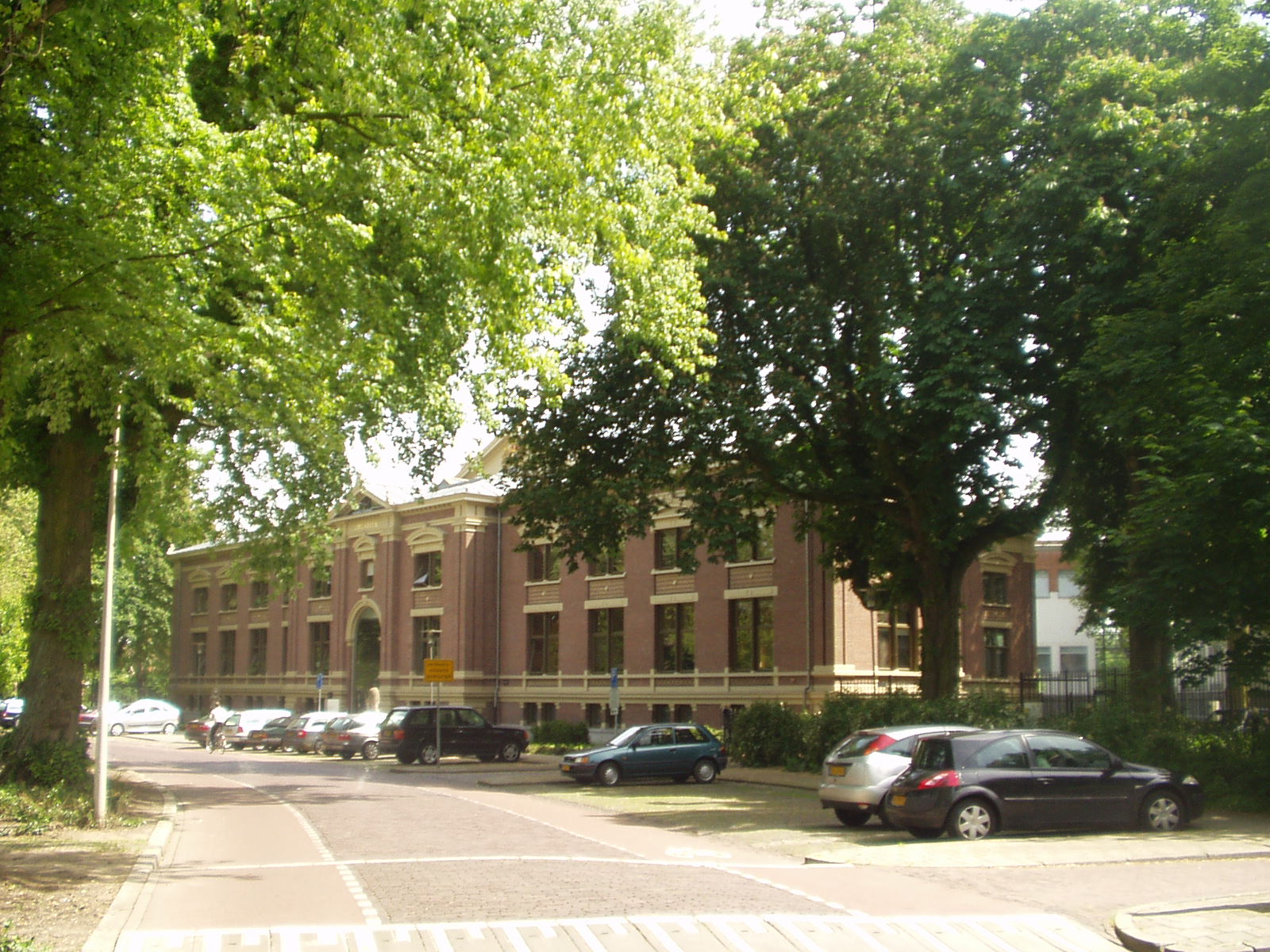
Rechtbank Zutphen: entreegebouw
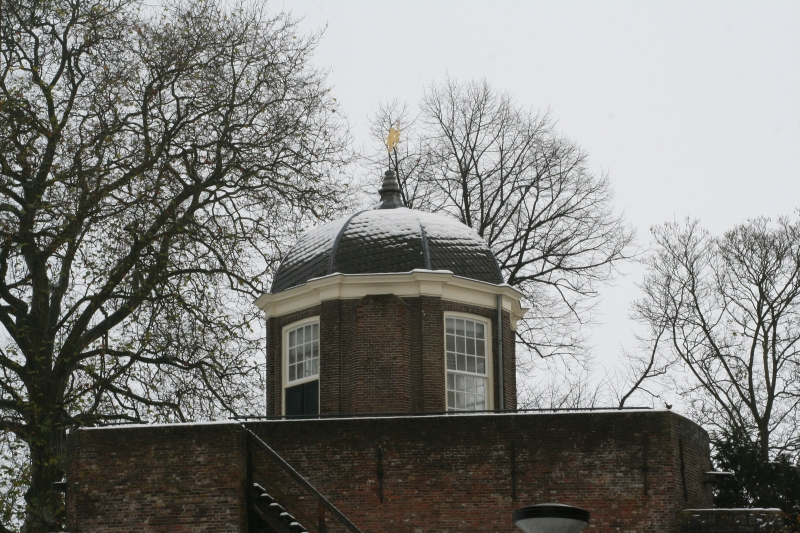
Bourgonjetoren
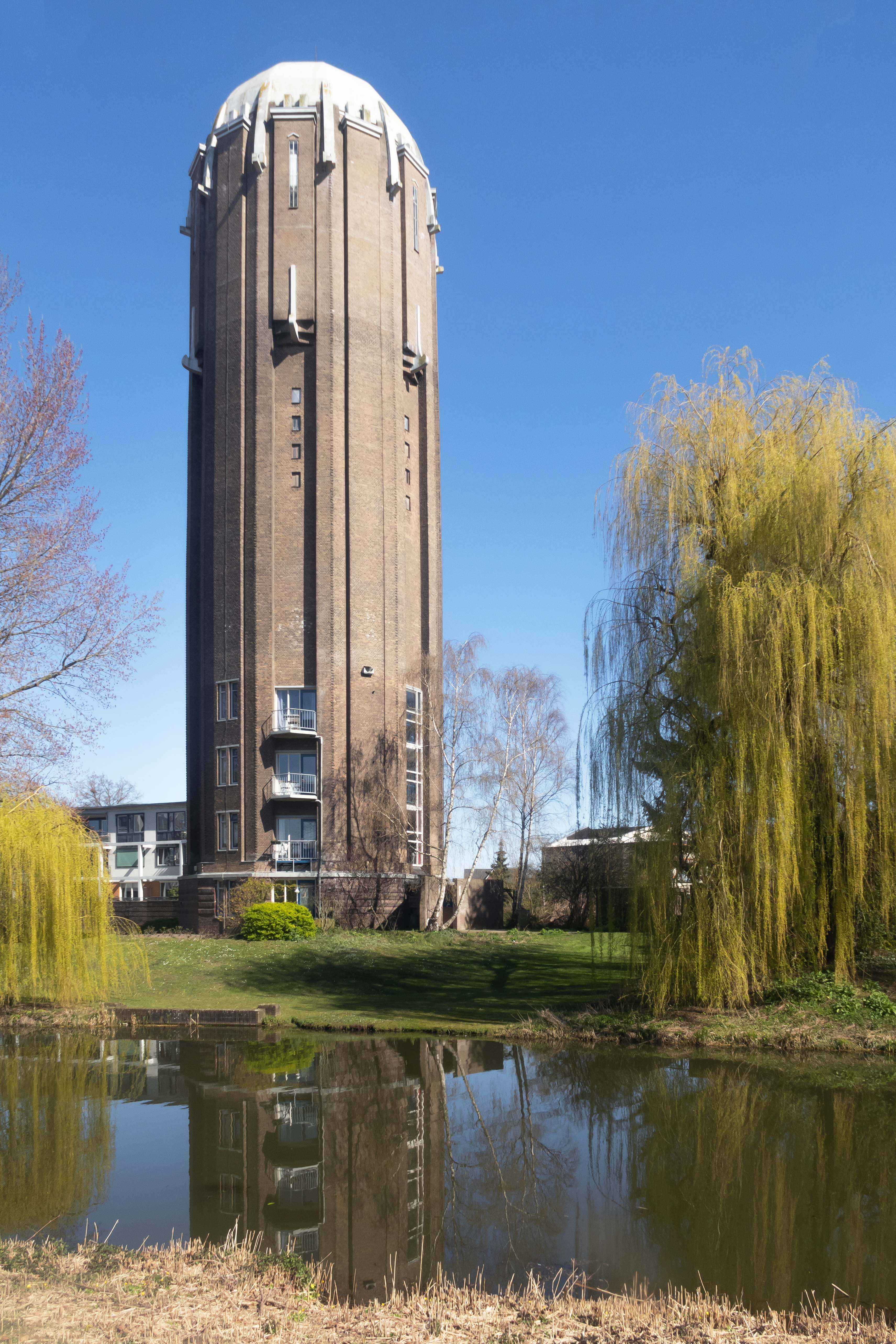
Watertoren
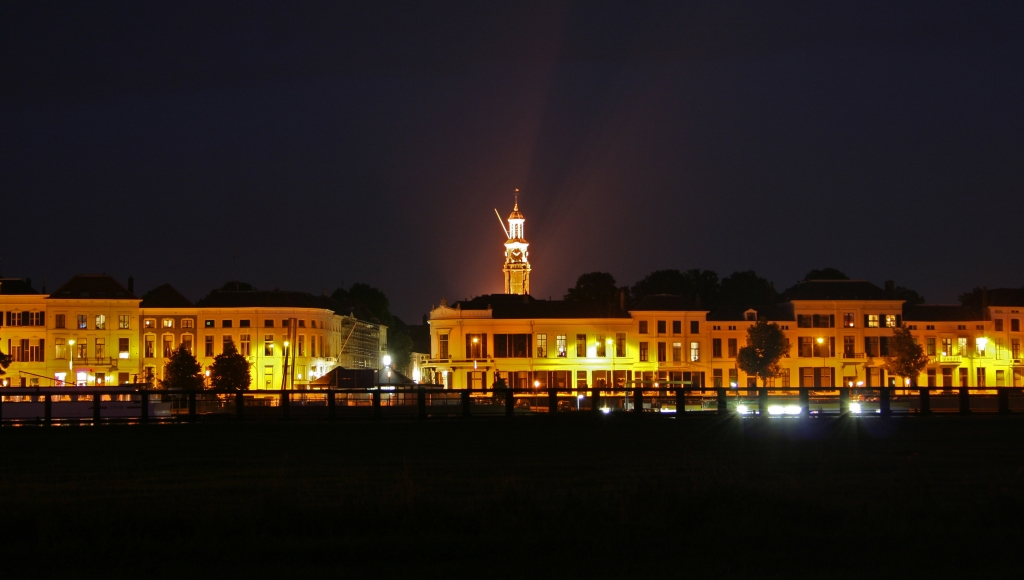
IJsselkade in de avond
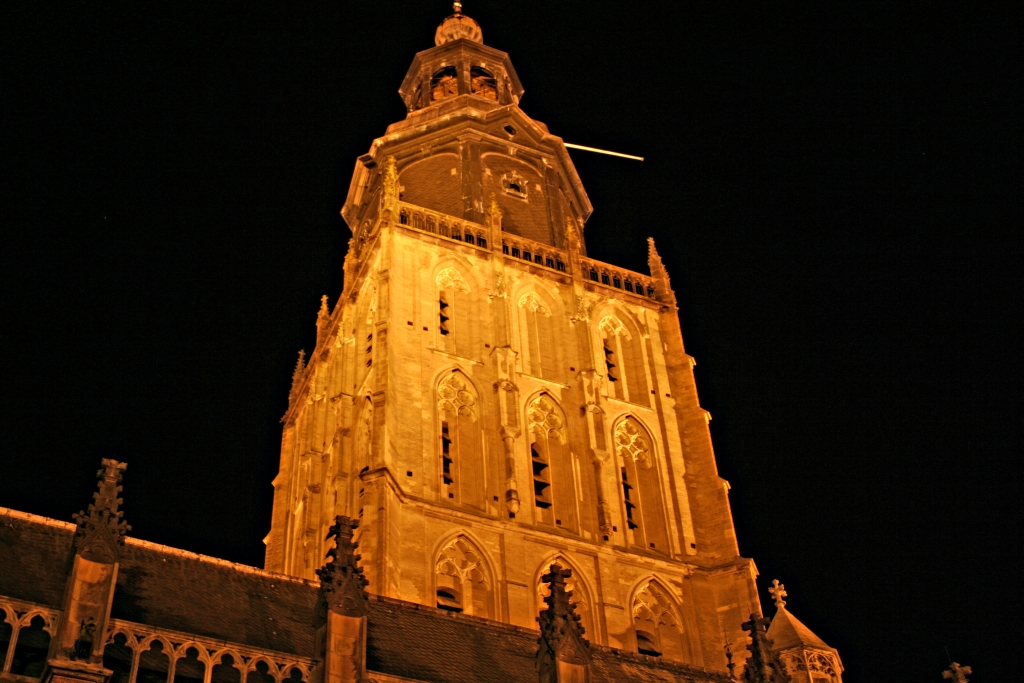
Sint Walburgskerk
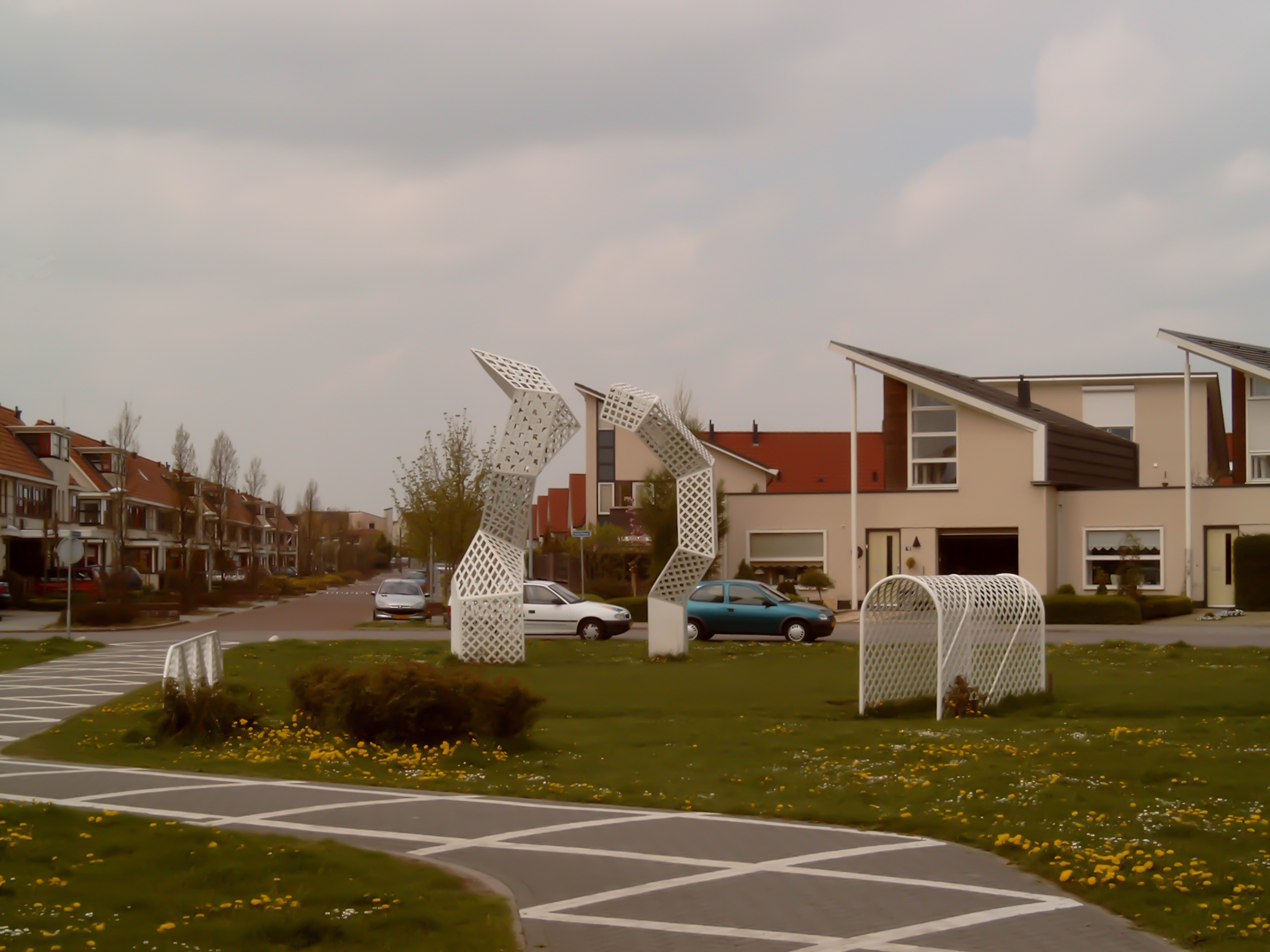
Leesten, straatzicht
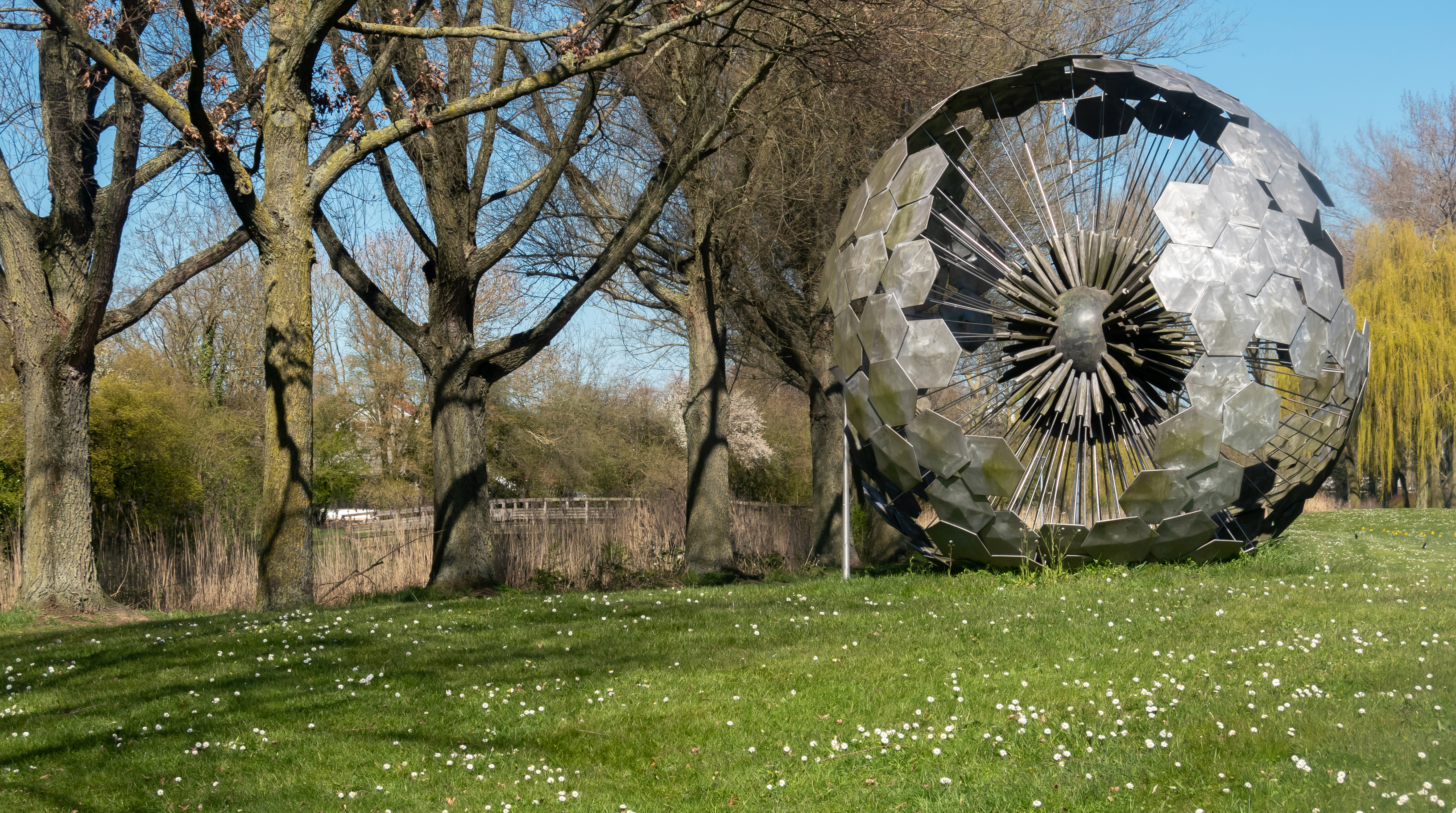
Zuidwijken, kunstwerk
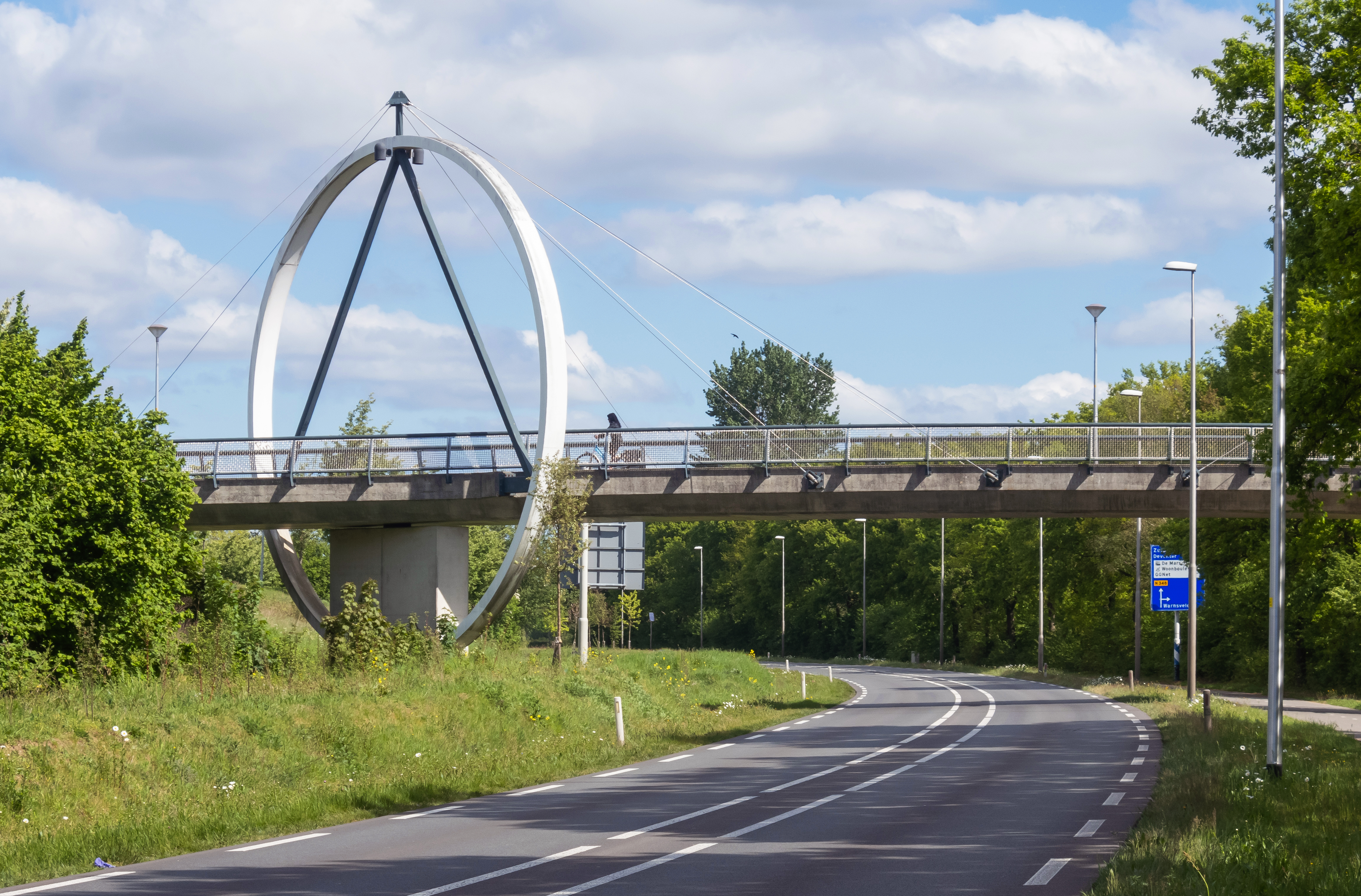
Fietsbrug over de N348
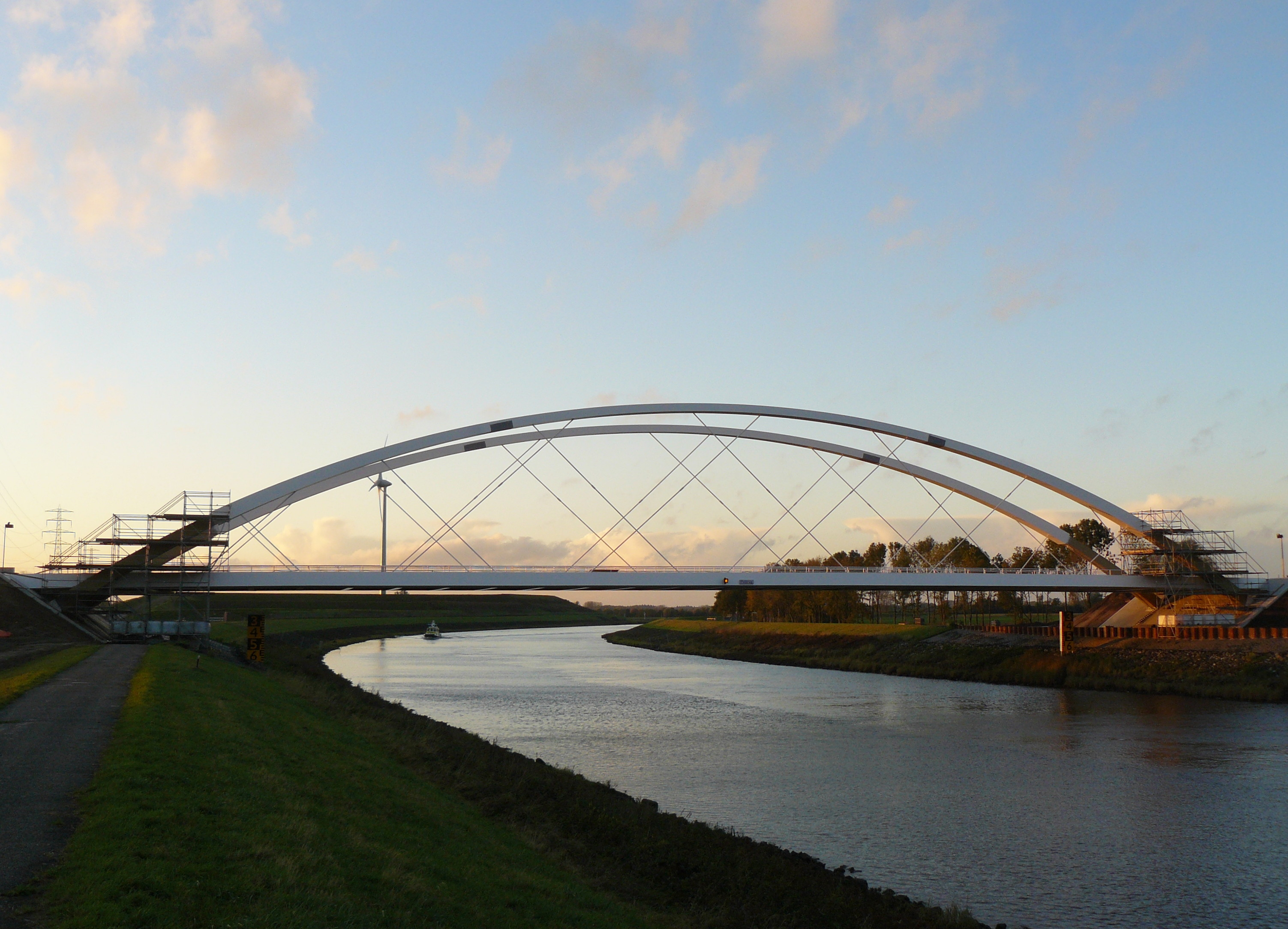
Brug over het Twentekanaal
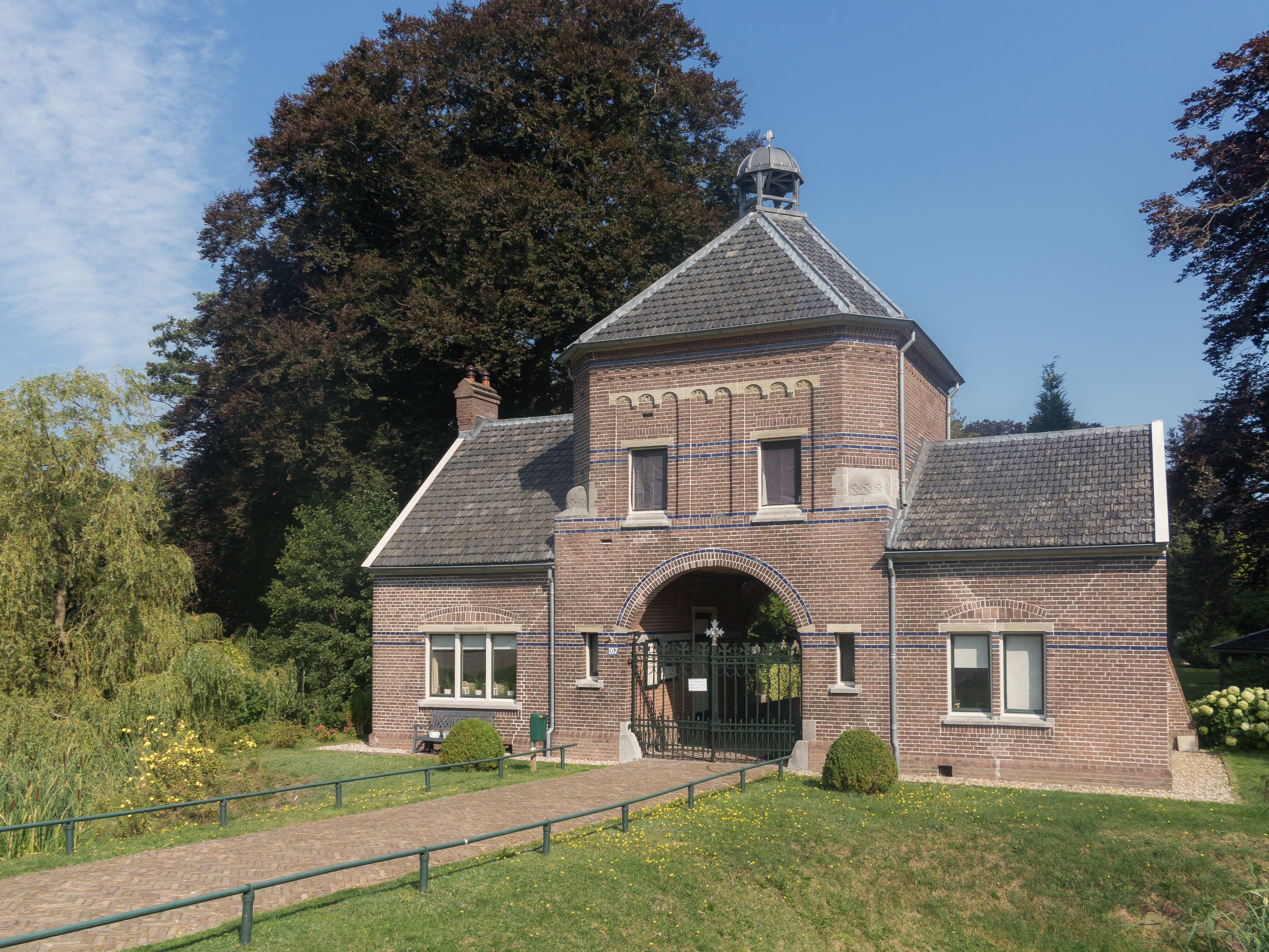
Poortgebouw met hekwerk
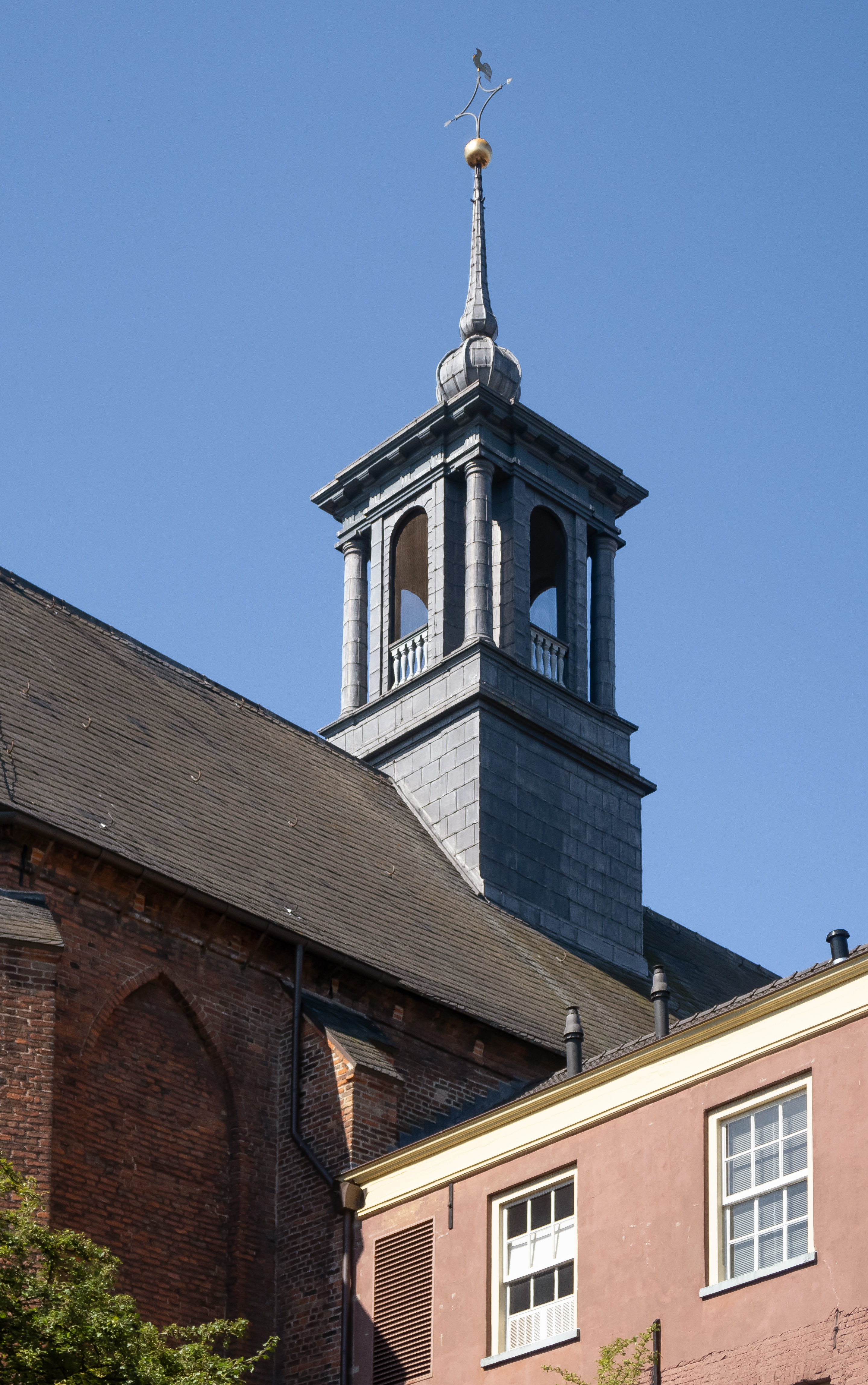
Toren van de Broederenkerk
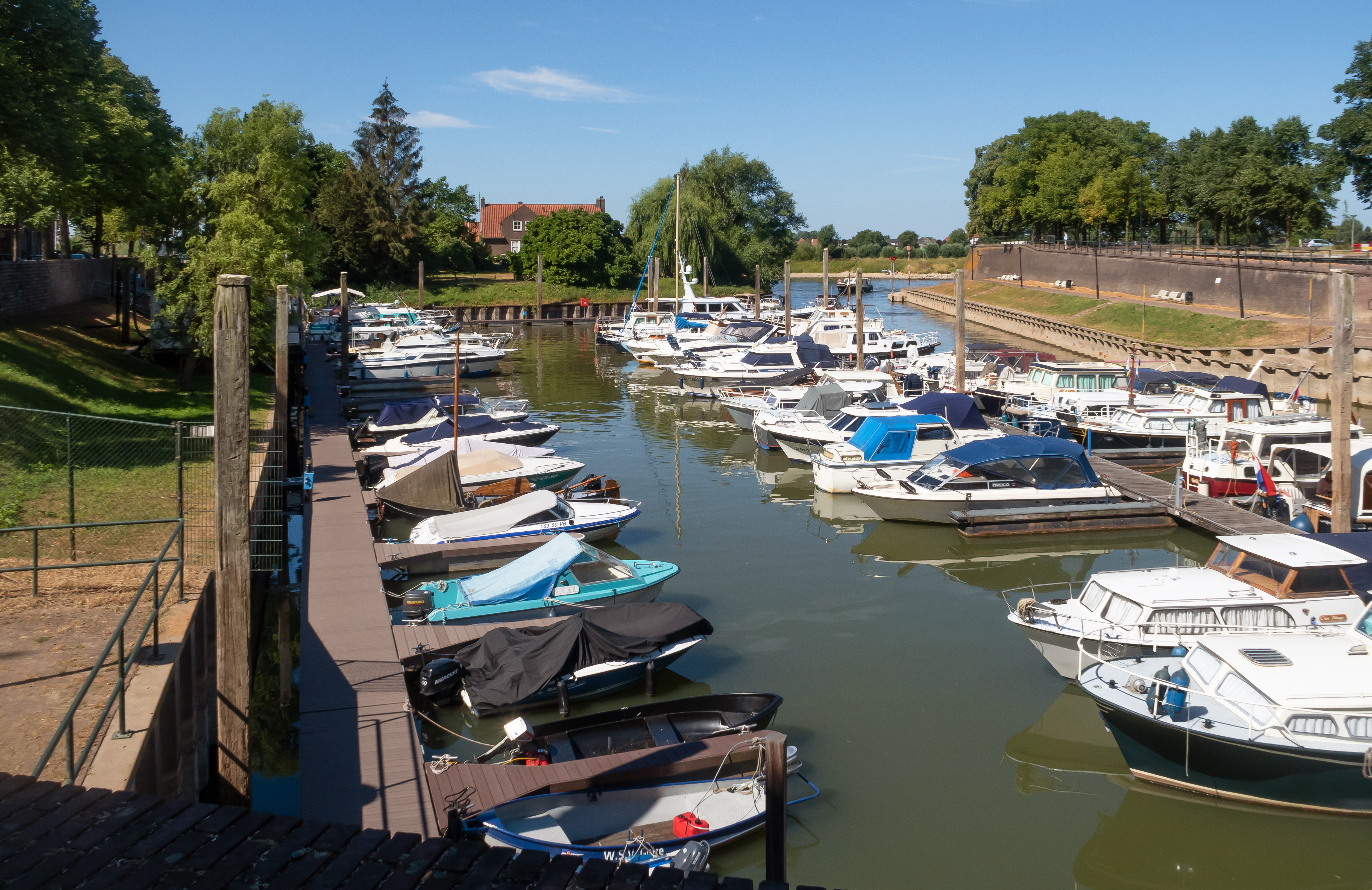
Jachthaven
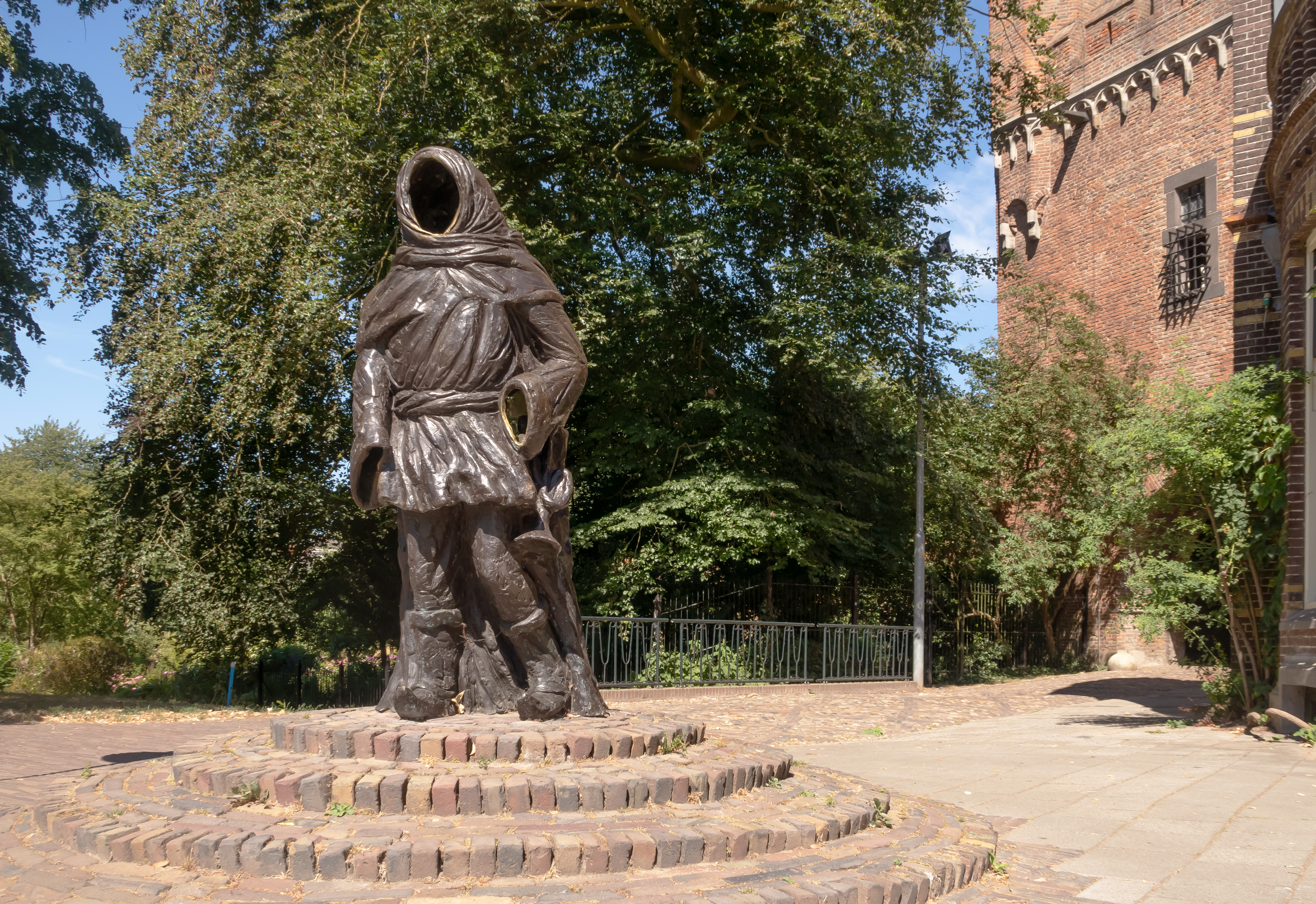
Sculptuur Thonis Drogenap
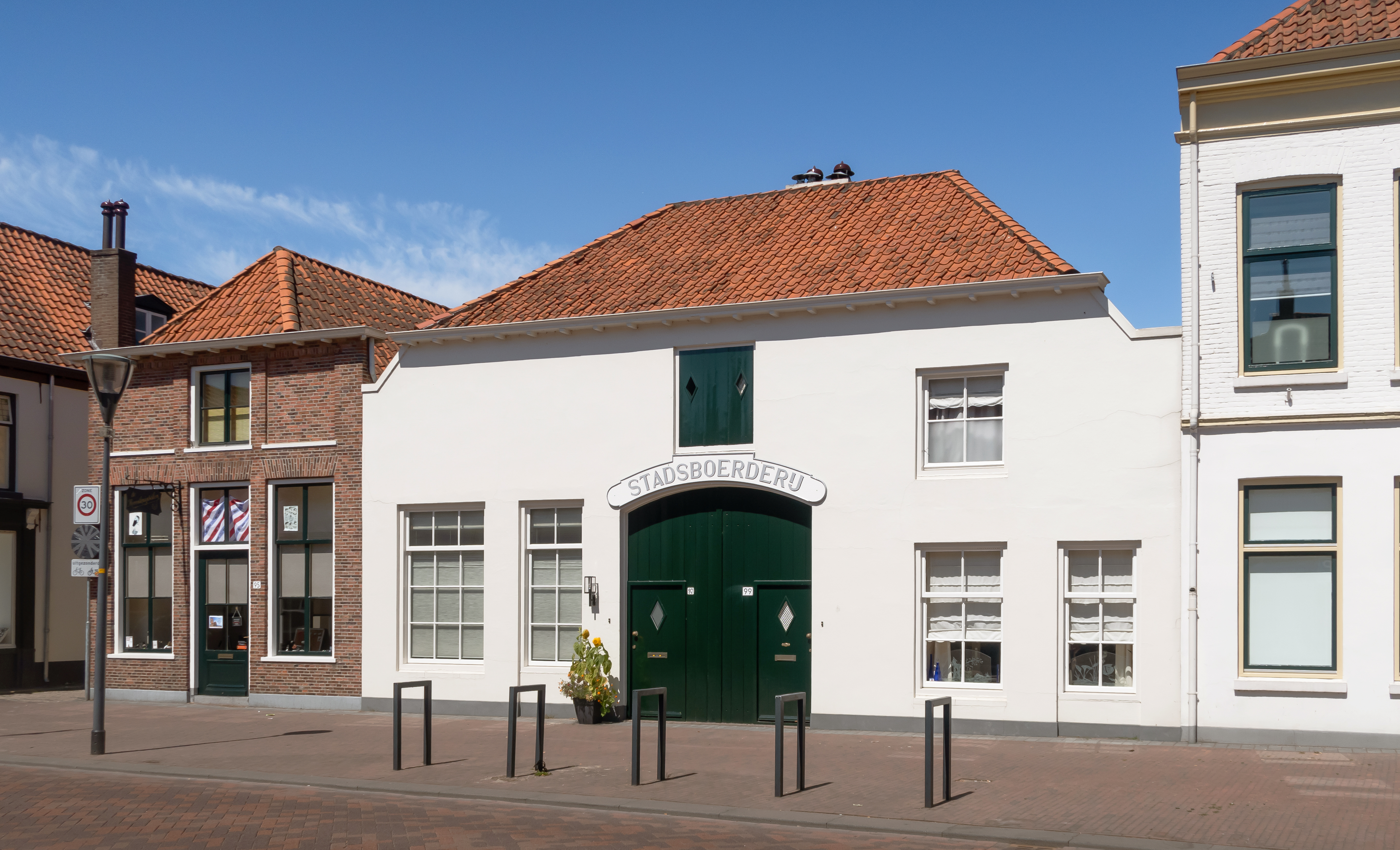
Stadsboerderij aan de Laarstraat
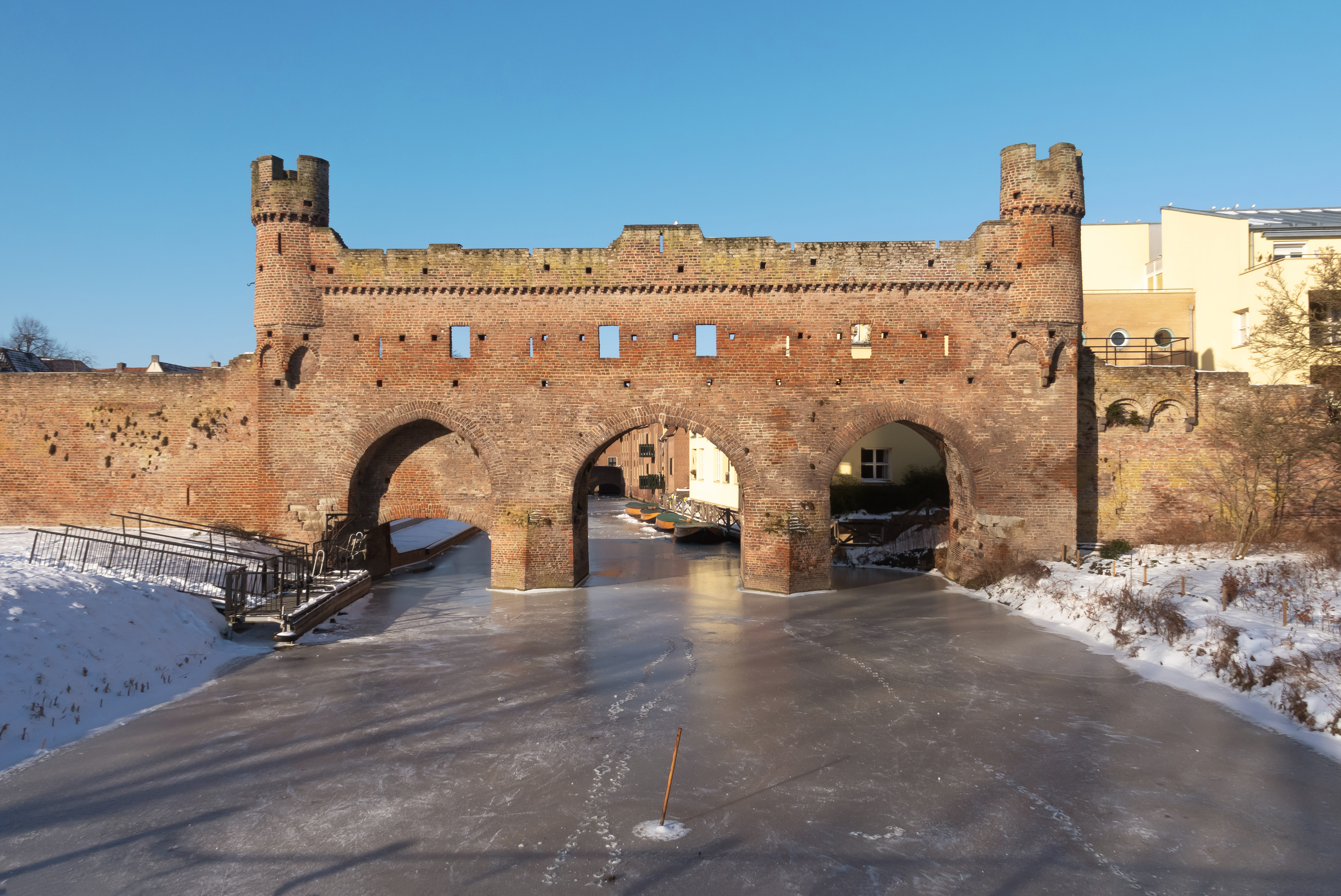
Berkelpoort in de winter
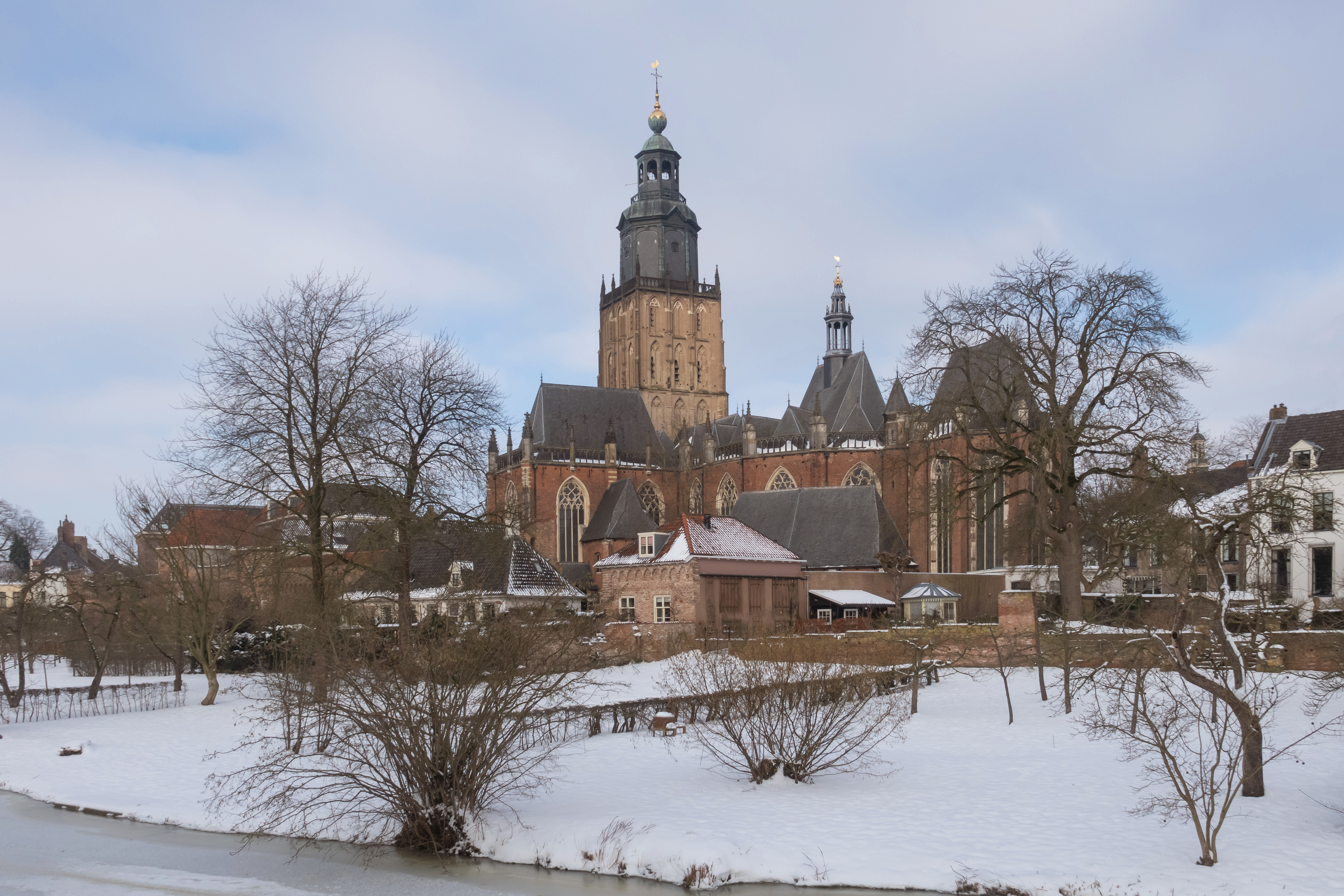
Walburgiskerk in de winter
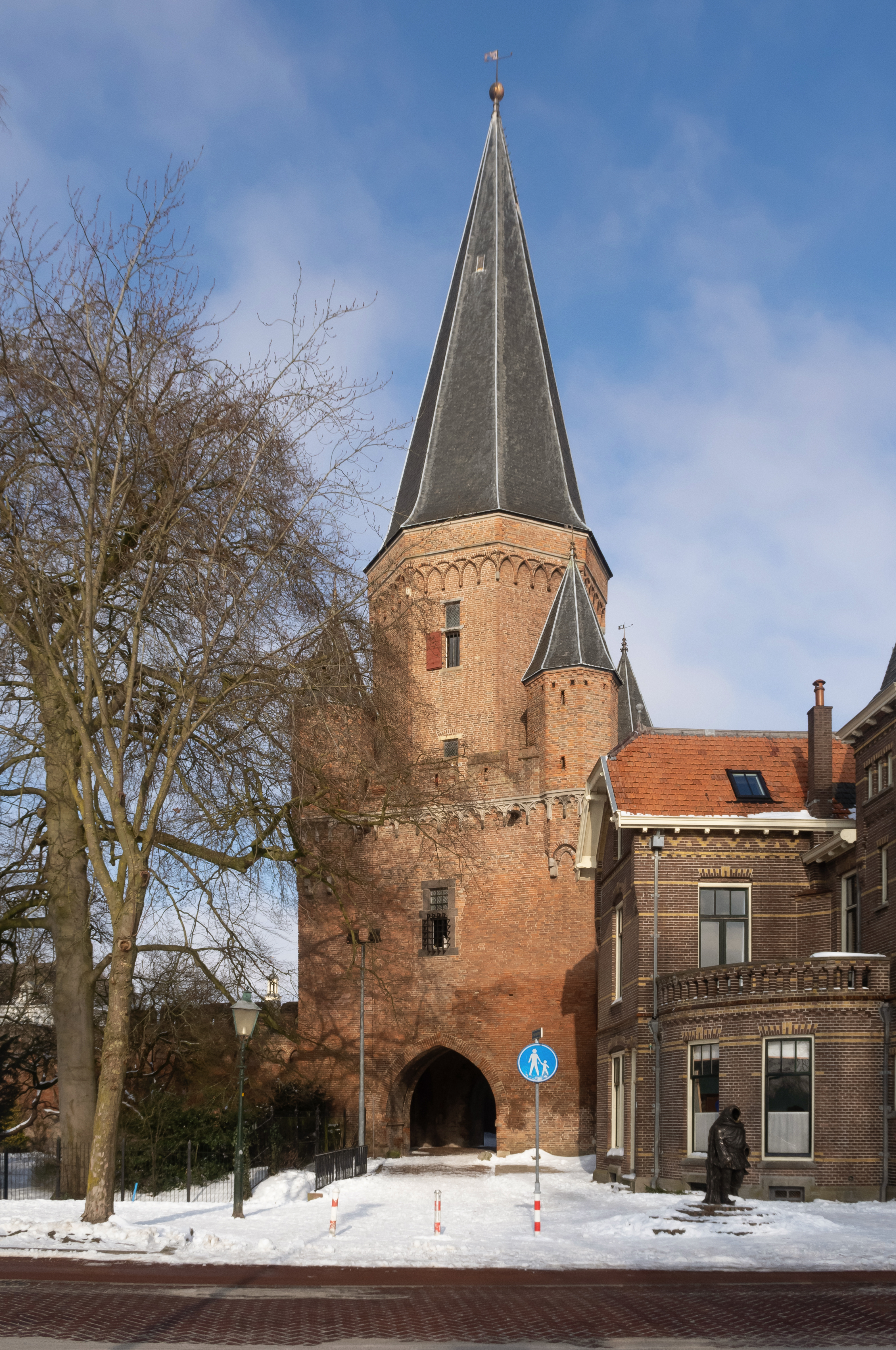
Drogenapstoren in de winter
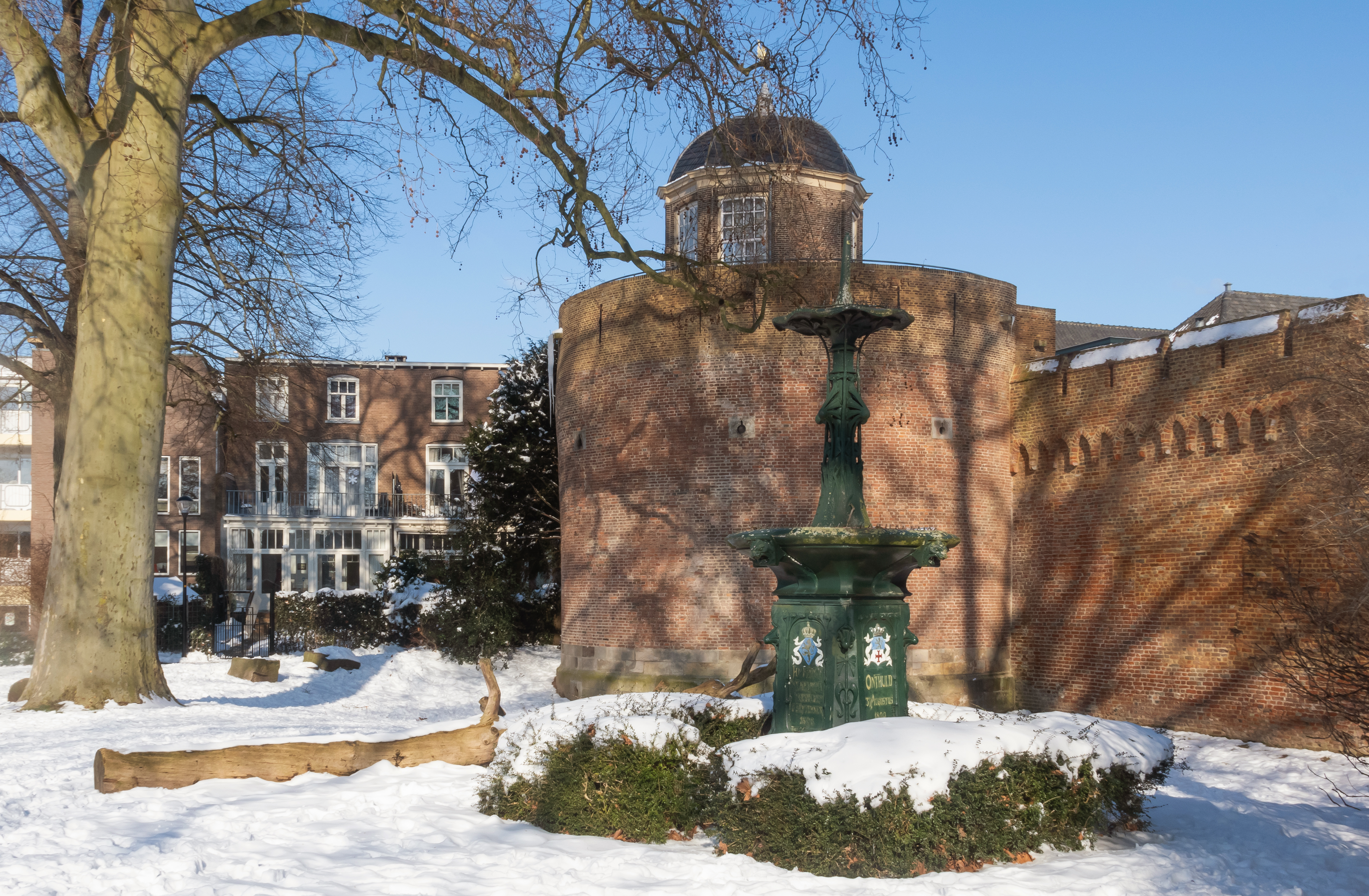
Wilhelminafontein in de winter
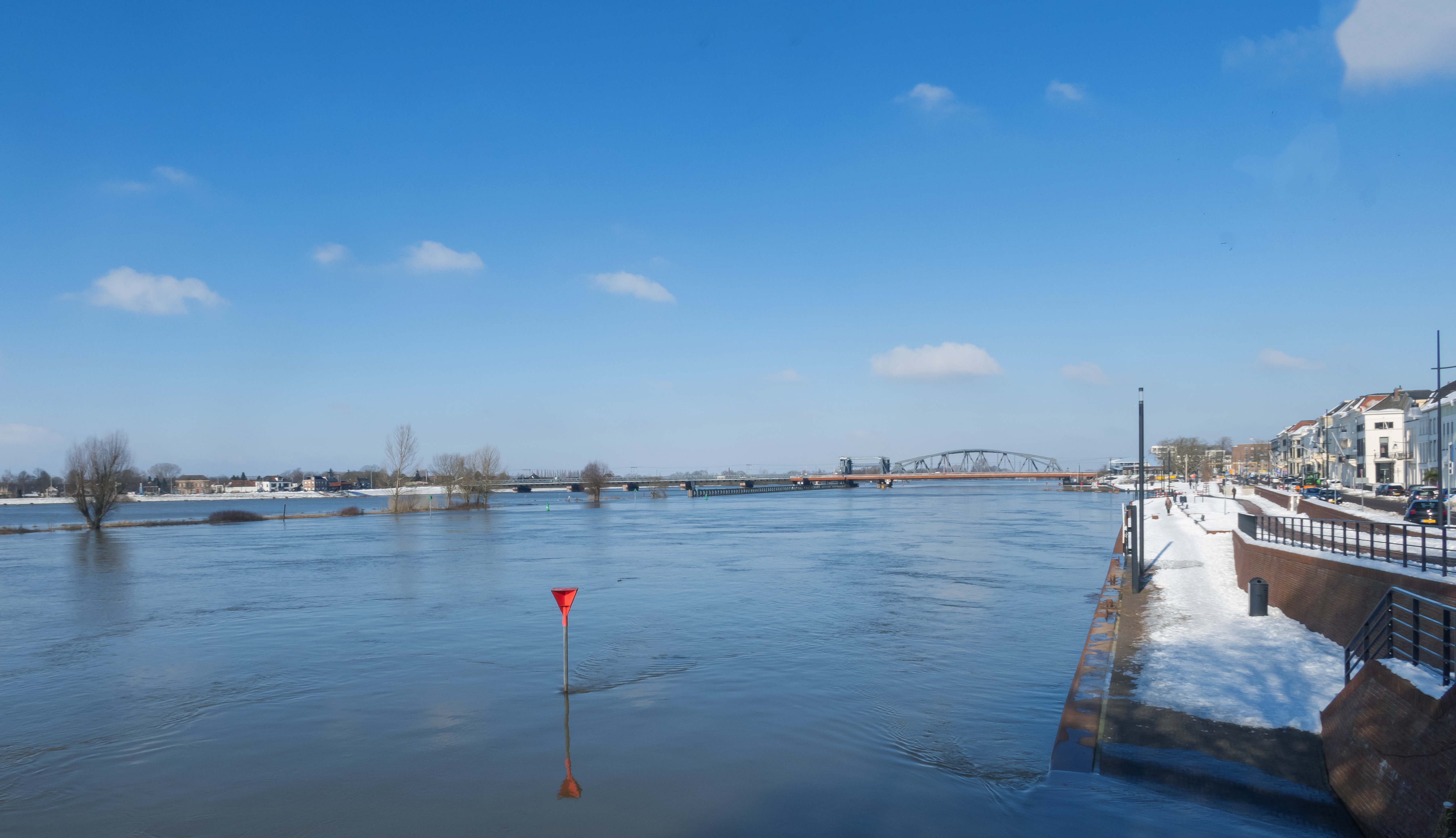
IJssel met hoog water en sneeuw
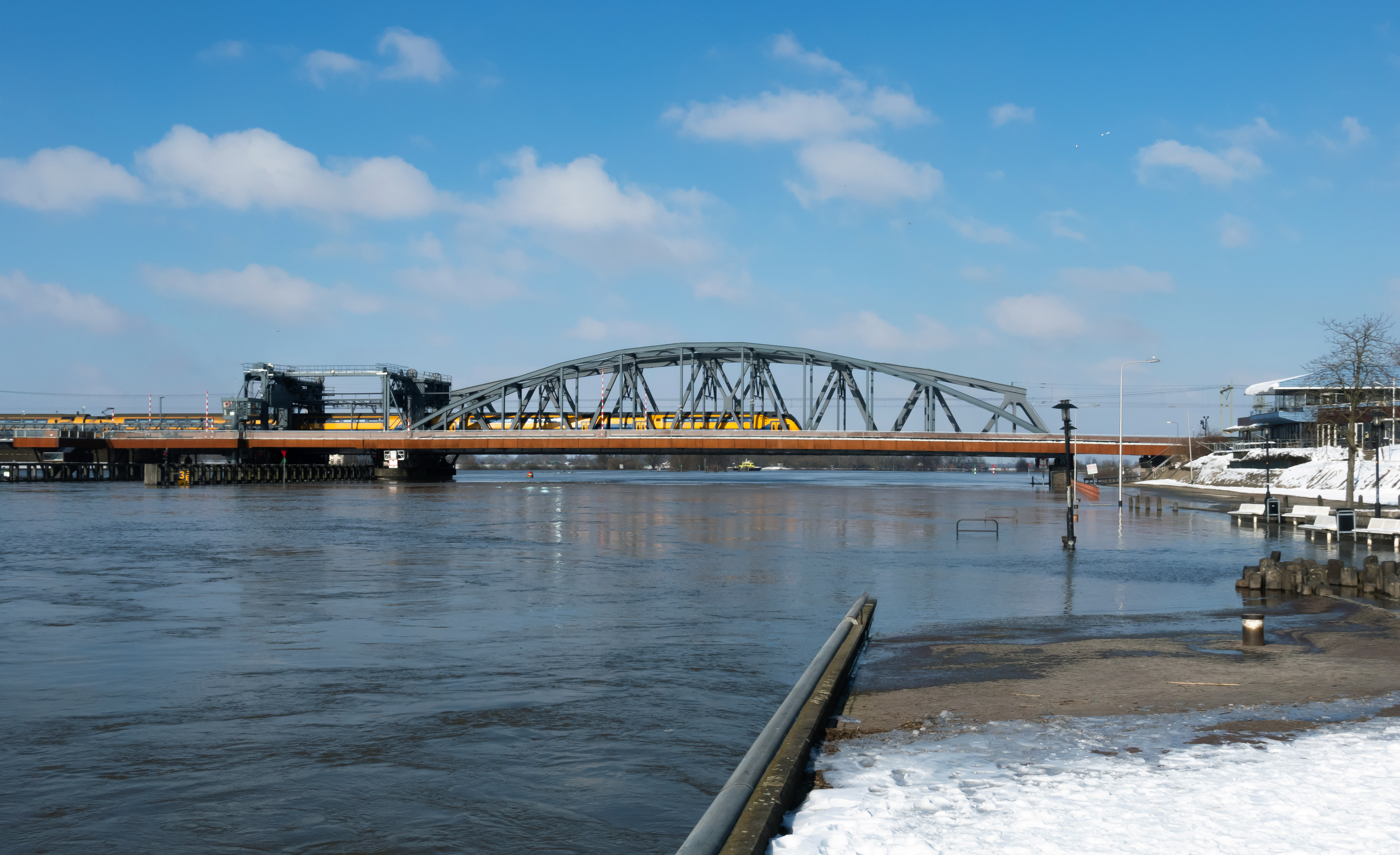
Oude IJsselbrug in de winter